# Ủy ban Trung ương Đảng Cộng sản Trung Quốc khóa XVIII
Ủy ban Trung ương Đảng Cộng sản Trung Quốc khóa XVIII (tiếng Trung: 中国共产党第十八届中央委员会, Hán-Việt: Trung Quốc Cộng sản Đảng Đệ Thập Bát Giới Trung ương Ủy viên Hội) hay còn được gọi Trung Cộng Trung ương khóa XVIII (tiếng Trung: 中共中央第十八届), Trung ương Đảng khóa XVIII (tiếng Trung: 中央党第十八届) là cơ quan do Đại hội đại biểu Đảng Cộng sản Trung Quốc khóa XVIII bầu ra vào ngày 15/11/2012, và kết thúc nhiệm kỳ cho tới Đại hội Đại biểu khóa XIX bầu ra Ủy ban Trung ương khóa mới vào tháng 10/2017. Ủy ban gồm Ủy viên Trung ương Đảng và Ủy viên Dự khuyết Trung ương Đảng. Ủy viên Trung ương Đảng có quyền biểu quyết, trong khi đó Ủy viên Dự khuyết Trung ương thì không. Nếu một Ủy viên Trung ương bị miễn nhiệm ra khỏi Trung ương Đảng thì ví trí bổ sung sẽ là ủy viên dự khuyết, được sắp xếp theo số phiếu bầu cao nhất làm thứ tự ưu tiên. Để được bầu vào Trung ương Đảng, ứng viên phải có trên 5 năm tuổi Đảng.
Phiên họp toàn thể lần thứ nhất tổ chức năm 2012, có nhiệm vụ bầu Ban Thường vụ Bộ Chính trị và Bộ Chính trị. Đồng thời chịu trách nhiệm phê duyệt các ủy viên thuộc Ban Bí thư, Ủy ban Kiểm tra Kỷ luật Trung ương Đảng và Ban Thường vụ Ủy ban Kiểm tra Kỷ luật Trung ương Đảng. Trong đó tại phiên họp toàn thể lần thứ 2 tổ chức tháng 3/2013, chịu trách nhiệm đề cử các ứng viên vào các vị trí cấp cao Nhà nước.
Các phiên họp toàn thể còn lại của Trung ương khóa XVIII được biết đến với việc công bố một loạt các chương trình cải cách trên quy mô chưa từng có kể từ thời kỳ Đặng Tiểu Bình, bao gồm "xây dựng xã hội khá giả toàn diện", "cải cách sâu sắc toàn diện", "quản lý đất nước bằng pháp luật toàn diện" và "quản lý Đảng nghiêm khắc toàn diện". Trung ương khóa XVIII cũng chứng kiến số thành viên bị miễn nhiệm ra khỏi tổ chức do tham nhũng cao nhất trong lịch sử của Đảng.

## Phương pháp bầu cử
Trung ương Đảng khóa XVIII được bầu bằng cách sử dụng phương pháp "nhiều ứng viên hơn ghế". Tại Đại hội Đảng toàn quốc lần thứ XVIII, các đại biểu có thể bỏ phiếu cho 224 ứng cử viên cho 205 ghế Ủy viên Trung ương, và 190 ứng cử viên cho 171 ủy viên dự khuyết. 8,5% ứng cử viên ủy viên Trung ương và 10% ứng cử viên ủy viên dự khuyết không được bầu. Trong số 373 ủy viên và ủy viên dự khuyết, trong số đó có 184 ủy viên (48,9%) được bầu vào Ủy ban Trung ương lần đầu tiên. 5/9 ủy viên được sinh ra vào những năm 1960 có liên quan đến Đoàn Thanh niên Cộng sản.
Rất ít đứa con của các quan chức cao cấp trước đây (được gọi là "thái tử Đảng") đã giành được ủy viên chính thức vào Trung ương khóa XVIII, mặc dù một số ít là ủy viên dự khuyết. Số lượng thành viên làm việc trong các doanh nghiệp quốc doanh do Trung ương quản lý tăng từ một trong Trung ương khóa XVII lên 6, còn Trương Thụy Mẫn (đứng đầu Haier) được bầu lại. Số lượng các thành viên từ quân đội vẫn không thay đổi so với khóa trước đó ở khoảng 20%, tiếp tục một truyền thống đã có từ trước đó.

## Phiên họp toàn thể
| Phiên họp toàn thể lần thứ | Bắt đầu-Kết thúc | Thời gian | Nội dung chính |
| -------------------------- | ---------------- | --------- | --- |
| 1                          | 15/11/2012       | 1 ngày    | Tập Cận Bình được bầu làm Tổng Bí thư và Chủ tịch Quân ủy Trung ương. Ủy ban Trung ương bầu Bộ Chính trị gồm 25 thành viên, Ủy ban Thường vụ Bộ Chính trị gồm 7 thành viên và Ban Bí thư gồm 7 ủy viên, với Lưu Vân Sơn là Bí thư thứ nhất. Hội nghị đã thông qua thành viên Ủy ban Thường vụ Ủy ban Kiểm tra Kỷ luật Trung ương do phiên họp toàn thể Ủy ban Kiểm tra Kỷ luật Trung ương bầu chọn và Vương Kỳ Sơn được bầu với vai trò Bí thư, đồng thời cũng bầu Tổng thư ký và một số Phó Bí thư của Ủy Kỷ Trung ương Trung Cộng.                                                           |
| 2                          | 26-28/2/2013     | 3 ngày    | Phiên họp đã thông qua danh sách các ứng cử viên cho các vị trí lãnh đạo trong Nhân Đại khóa 12 và Quốc vụ viện khóa 12, cũng như kế hoạch tái cơ cấu của Hội đồng Nhà nước nhằm "quản lý đơn giản và phân cấp". |
| 3                          | 9-12/11/2013     | 4 ngày    | Tập Cận Bình đã đưa ra một báo cáo thay mặt Bộ Chính trị với tiêu đề "Quyết định về các vấn đề chính liên quan đến cải cách sâu rộng hơn". Phân bổ các nguồn lực để thị trường phát triển, trong bài phát biểu chính thức, "một vai trò quyết định". Các thủ tục được đưa tới tự do hóa hệ thống ngân hàng, với mục tiêu đạt được kết quả đáng kể vào năm 2020. Ủy ban An ninh Quốc gia và nhóm lãnh đạo trung ương cải cách sâu sắc một cách toàn diện đã được thành lập, và cả hai đều được dẫn dắt bởi Tập Cận Bình. Cuộc họp nới lỏng chính sách một con.                                  |
| 4                          | 20-23/10/2014    | 4 ngày    | Hội nghị đã thông qua một loạt các cải cách pháp lý toàn diện. Quyết định giữ nguyên ưu thế của chế độ Cộng sản và nhấn mạnh tầm quan trọng của Hiến pháp. Hội nghị miễn nhiệm 5 ủy viên trung ương và bầu bổ sung. |
| 5                          | 26-29/10/2015    | 4 ngày    | Phiên họp thông qua bản dự thảo kế hoạch 5 năm lần thứ 13, với các điều khoản về chống đói nghèo. Giáo dục trung học cho trẻ em sẽ được miễn phí, bao gồm cả học phí; kêu gọi xây dựng một xã hội lành mạnh toàn diện vào năm 2020 và xoá bỏ hoàn toàn các "quận nghèo" (pinkunxian), và một sự nới lỏng rộng rãi đối với chính sách một con: bất kỳ cặp vợ chồng nào cũng có thể có hai con. Ủy ban Trung ương thông qua một nghị quyết xác nhận việc trục xuất các thành viên ủy viên Trung ương; đây là số lượng lớn nhất ủy viên bị miễn nhiệm trong một phiên họp về tội danh tham nhũng. |
| 6                          | 24-27/10/2016    | 4 ngày    | Trọng tâm chính của Hội nghị là "kỷ luật chặt chẽ và giám sát của Đảng Cộng sản". Tập Cận Bình đã nỗ lực để minh bạch hơn trong quá trình ra quyết định trong quản lý địa phương, cũng là nỗ lực của ông để thiết lập một hình ảnh tích cực về Đảng Cộng sản Trung Quốc ở nước ngoài. Đây là chiến dịch chống tham nhũng tích cực của ông trong hệ thống chính trị của Trung Quốc. Tập đã được tuyên bố là "lãnh đạo hạt nhân" của đảng. Ủy ban Trung ương thông qua một việc miễn nhiễm một số ủy viên Trung ương.                                                                            |
| 7                          | 11-14/10/2017    | 4 ngày    | Hội nghị đã nghe và thảo luận báo cáo công tác của Tổng Bí thư Tập Cận Bình theo ủy thác của Bộ Chính trị. Hội nghị đã thẩm định và thông qua báo cáo của Ban Chấp hành Trung ương Đảng Cộng sản Trung Quốc khóa XVIII trình lên Đại hội Đảng lần thứ XIX; thẩm định và thông qua báo cáo công tác của Ủy ban Kiểm tra Kỷ luật Trung ương trình lên Đại hội Đảng lần thứ XIX; thẩm định và thông qua dự thảo "Điều lệ Đảng Cộng sản Trung Quốc" (sửa đổi), quyết định trình 3 văn bản này lên Đại hội Đảng lần thứ XIX thẩm định và xem xét.                                                   |

## Các ban Đảng Trung ương
| Các Ban Đảng Trung ương                                  | Chức vụ    | Lãnh đạo        | Kiêm nhiệm                        | Nhiệm kỳ                              | Ghi chú |
| -------------------------------------------------------- | ---------- | --------------- | --------------------------------- | ------------------------------------- | ------- |
| Ủy ban Kiểm tra Kỷ luật Trung ương                       | Bí thư     | Vương Kỳ Sơn    | Ủy viên Thường vụ Bộ Chính trị    | 15/11/2012-24/10/2017 4 năm, 343 ngày |         |
| Ban Liên lạc Đối ngoại Trung ương                        | Trưởng ban | Vương Gia Thụy  | Ủy viên Trung ương Đảng           | 15/11/2012-16/11/2015 3 năm, 1 ngày   |         |
| Ban Liên lạc Đối ngoại Trung ương                        | Trưởng ban | Tống Đào        |                                   | 15/11/2015-24/10/2017 1 năm, 342 ngày |         |
| Ban Tổ chức Trung ương                                   | Trưởng ban | Triệu Lạc Tế    | Ủy viên Bộ Chính trị              | 15/11/2012-24/10/2017 4 năm, 343 ngày |         |
| Phòng nghiên cứu chính sách Trung ương Trung Quốc        | Chủ nhiệm  | Vương Hộ Ninh   | Ủy viên Bộ Chính trị              | 15/11/2012-24/10/2017 4 năm, 343 ngày |         |
| Ủy ban Chính trị Pháp luật Trung ương                    | Bí thư     | Mạnh Kiến Trụ   | Ủy viên Bộ Chính trị              | 15/11/2012-24/10/2017 4 năm, 343 ngày |         |
| Ban Tuyên truyền Trung ương                              | Trưởng ban | Lưu Vân Sơn     | Ủy viên Thường vụ Bộ Chính trị    | 15/11/2012-21/11/2012 6 ngày          |         |
| Ban Tuyên truyền Trung ương                              | Trưởng ban | Lưu Kỳ Bảo      | Ủy viên Bộ Chính trị              | 21/11/2012-24/10/2017 4 năm, 337 ngày |         |
| Văn phòng phụ trách các vấn đề Đài Loan                  | Chủ nhiệm  | Vương Nghị      | Ủy viên Trung ương Đảng           | 15/11/2012-17/3/2013 122 ngày         |         |
| Văn phòng phụ trách các vấn đề Đài Loan                  | Chủ nhiệm  | Trương Chí Quân | Ủy viên Trung ương Đảng           | 17/03/2013-24/10/2017 4 năm, 221 ngày |         |
| Ban Mặt trận Thống nhất Trung ương                       | Trưởng ban | Lệnh Kế Hoạch   | Ủy viên Trung ương Đảng           | 15/11/2012-31/12/2013 1 năm, 46 ngày  |         |
| Ban Mặt trận Thống nhất Trung ương                       | Trưởng ban | Tôn Chính Lan   | Ủy viên Bộ Chính trị              | 31/12/2013-24/10/2017 3 năm, 297 ngày |         |
| Văn phòng Trung ương Đảng                                | Chủ nhiệm  | Lật Chiếu Thư   | Ủy viên Bộ Chính trị              | 15/11/2012-24/10/2017 4 năm, 343 ngày |         |
| Văn phòng Ủy ban Biên chế Cơ cấu Trung ương              | Chủ nhiệm  | Uông Vĩnh Thanh | Ủy viên Trung ương Đảng           | 15/11/2012-4/2013 137 ngày            |         |
| Văn phòng Ủy ban Biên chế Cơ cấu Trung ương              | Chủ nhiệm  | Trương Kỷ Nam   |                                   | 4/2013-24/10/2017 4 năm, 206 ngày     |         |
| Văn phòng Tiểu ban Lãnh đạo Kinh tế Tài chính Trung ương | Chủ nhiệm  | Chu Chi Hâm     | Ủy viên Trung ương Đảng khóa 17   | 15/11/2012-3/2013 106 ngày            |         |
| Văn phòng Tiểu ban Lãnh đạo Kinh tế Tài chính Trung ương | Chủ nhiệm  | Lưu Hạc         | Ủy viên Trung ương Đảng           | 3/2013-24/10/2017 4 năm, 237 ngày     |         |
| Văn phòng Tiểu ban Lãnh đạo Công tác Ngoại sự Trung ương | Chủ nhiệm  | Đới Bỉnh Quốc   | Ủy viên Trung ương Đảng khóa XVII | 15/11/2012-14/3/2013 119 ngày         |         |
| Văn phòng Tiểu ban Lãnh đạo Công tác Ngoại sự Trung ương | Chủ nhiệm  | Dương Khiết Trì | Ủy viên Trung ương Đảng           | 14/3/2013-24/10/2017 4 năm, 224 ngày  |         |
| Văn phòng Quốc Vụ viện                                   | Chủ nhiệm  | Mã Khải         | Ủy viên Bộ Chính trị              | 15/11/2012-14/3/2013 119 ngày         |         |
| Văn phòng Quốc Vụ viện                                   | Chủ nhiệm  | Dương Tinh      | Ủy viên Trung ương Đảng           | 14/3/2013-24/10/2017 4 năm, 224 ngày  |         |
| Văn phòng Thông tin Quốc tế                              | Chủ nhiệm  | Vương Thần      | Ủy viên Trung ương Đảng           | 15/11/2012-14/3/2013 119 ngày         |         |
| Văn phòng Thông tin Quốc tế                              | Chủ nhiệm  | Thái Danh Chiếu | Ủy viên Trung ương Đảng           | 14/3/2013-12/2014 1 năm, 262 ngày     |         |
| Văn phòng Thông tin Quốc tế                              | Chủ nhiệm  | Tưởng Kiến Quốc | Ủy viên Trung ương Đảng           | 1/2015-24/10/2017 2 năm, 296 ngày     |         |
| Văn phòng Ủy ban An toàn Quốc gia Trung ương             | Chủ nhiệm  | Lật Chiếu Thư   | Ủy viên Bộ Chính trị              | 15/11/2012-24/10/2017 4 năm, 343 ngày |         |

## Các tổ chức trực thuộc
| Các tổ chức trực thuộc                    | Chức vụ       | Lãnh đạo           | Kiêm nhiệm                        | Nhiệm kỳ                              | Ghi chú |
| ----------------------------------------- | ------------- | ------------------ | --------------------------------- | ------------------------------------- | ------- |
| Ban Biên dịch Trung ương                  | Trưởng ban    | Y Tuấn Khanh       |                                   | 15/11/2012-15/1/2013 61 ngày          |         |
| Ban Biên dịch Trung ương                  | Trưởng ban    | Cổ Cao Kiến        |                                   | 15/1/2013-24/10/2017 4 năm, 282 ngày  |         |
| Hội Nghiên cứu Văn chương Trung ương      | Chủ tịch      | Lãnh Dung          | Ủy viên Trung ương Đảng           | 15/11/2012-24/10/2017 4 năm, 343 ngày |         |
| Ban Nghiên cứu Lịch sử Đảng Trung ương    | Chủ nhiệm     | Âu Dương Tùng      |                                   | 15/11/2012-12/2013 1 năm, 16 ngày     |         |
| Ban Nghiên cứu Lịch sử Đảng Trung ương    | Chủ nhiệm     | Khúc Thanh Sơn     |                                   | 12/2013-24/10/2017 3 năm, 327 ngày    |         |
| Trường Đảng Trung ương                    | Hiệu trưởng   | Tập Cận Bình       | Ủy viên Thường vụ Bộ Chính trị    | 15/11/2012-15/1/2013 61 ngày          |         |
| Trường Đảng Trung ương                    | Hiệu trưởng   | Lưu Vân Sơn        | Ủy viên Thường vụ Bộ Chính trị    | 15/1/2013-24/10/2017 4 năm, 282 ngày  |         |
| Học viên Cán bộ Phố Đông Trung Quốc       | Viện trưởng   | Triệu Lạc Tề       | Ủy viên Bộ Chính trị              | 15/11/2012-24/10/2017 4 năm, 343 ngày |         |
| Học viên Cán bộ Tỉnh Cương Sơn Trung ương | Viện trưởng   | Triệu Lạc Tề       | Ủy viên Bộ Chính trị              | 15/11/2012-24/10/2017 4 năm, 343 ngày |         |
| Học viên Cán bộ Diên An Trung ương        | Viện trưởng   | Triệu Lạc Tề       | Ủy viên Bộ Chính trị              | 15/11/2012-24/10/2017 4 năm, 343 ngày |         |
| Quang Minh Nhật báo                       | Tổng Biên tập | Hà Đông Bình       |                                   | 15/11/2012-24/10/2017 4 năm, 343 ngày |         |
| Nhân dân Nhật báo                         | Tổng Biên tập | Trương Nghiên Nông |                                   | 15/11/2012-30/4/2014 1 năm, 166 ngày  |         |
| Nhân dân Nhật báo                         | Tổng Biên tập | Dương Chấn Võ      |                                   | 30/4/2014-24/10/2017 10 năm, 322 ngày |         |
| Cầu Thị Tạp chí                           | Tổng Biên tập | Lý Bảo Thiện       | Ủy viên Dự khuyết Trung ương Đảng | 15/11/2012-30/4/2014 1 năm, 166 ngày  |         |
| Cầu Thị Tạp chí                           | Tổng Biên tập | Lý Tiệp            |                                   | 1/5/2014-24/10/2017 3 năm, 176 ngày   |         |

## Ủy viên Trung ương Đảng
Ủy viên Bộ Chính trị
      Ủy viên Thường vụ Bộ Chính trị
      Ủy viên Ban Bí thư
      Ủy viên Trung ương Đảng
      Ủy viên Dự khuyết Trung ương Đảng
| STT | Họ tên             | Chức vụ khi được bầu                                                       | Chức vụ khi được bầu | Chức vụ đảm nhiệm | Chức vụ đảm nhiệm | Chức vụ đảm nhiệm | Ghi chú                                               |
| STT | Họ tên             | Chức vụ khi được bầu                                                       | Chức vụ khi được bầu | Chức vụ           | Chức vụ | Nhiệm kỳ          | Ghi chú                                               |
| --- | ------------------ | -------------------------------------------------------------------------- | --- | ----------------- | --- | ----------------- | ----------------------------------------------------- |
| 1   | Vu Nghiễm Châu     |                                                                            | Tổng cục trưởng Tổng cục Hải quan Trung Quốc |                   | Tổng cục trưởng Tổng cục Hải quan Trung Quốc | 11/2012-10/2017   |                                                       |
| 2   | Tập Cận Bình       |                                                                            | Phó Chủ tịch nước |                   | Tổng Bí thư | 11/2012-10/2017   |                                                       |
| 2   | Tập Cận Bình       | Chủ tịch nước                                                              | Phó Chủ tịch nước | 3/2013-10/2017    | |                   |                                                       |
| 3   | Mã Khải            |                                                                            | Ủy viên Quốc vụ viện Chủ nhiệm Văn phòng Quốc vụ viện |                   | Phó Thủ tướng Quốc vụ viện | 3/2013-10/2017    |                                                       |
| 4   | Mã Biểu            |                                                                            | Chủ tịch Chính phủ Nhân dân Khu tự trị Quảng Tây |                   | Phó Chủ tịch Ủy ban Toàn quốc Hội nghị Chính trị Hiệp thương Nhân dân Trung Quốc                                                                                    | 3/2013-10/2017    | Người Tráng                                           |
| 5   | Mã Hưng Thụy       |                                                                            | Bí thư Đảng bộ kiêm Chủ tịch Tập đoàn Khoa học và Công nghệ Không gian Vũ trụ Trung Quốc                                                                              |                   | Thứ trưởng Bộ Công nghiệp và Tin tức hóa | 3/2013-11/2013    |                                                       |
| 5   | Mã Hưng Thụy       | Phó Bí thư Tỉnh ủy Quảng Đông                                              | Bí thư Đảng bộ kiêm Chủ tịch Tập đoàn Khoa học và Công nghệ Không gian Vũ trụ Trung Quốc                                                                              | 11/2013-10/2017   | |                   |                                                       |
| 5   | Mã Hưng Thụy       | Tỉnh trưởng Chính phủ Nhân dân Quảng Đông                                  | Bí thư Đảng bộ kiêm Chủ tịch Tập đoàn Khoa học và Công nghệ Không gian Vũ trụ Trung Quốc                                                                              | 1/2017-10/2017    | |                   |                                                       |
| 6   | Mã Hiểu Thiên      |                                                                            | Tổng Tư lệnh Quân chủng Không quân Quân Giải phóng Nhân dân Trung Quốc                                                                                                |                   | Tổng Tư lệnh Quân chủng Không quân Quân Giải phóng Nhân dân Trung Quốc                                                                                              | 11/2012-9/2017    |                                                       |
| 7   | Vương Quân         |                                                                            | Tỉnh trưởng Chính phủ Nhân dân Sơn Tây |                   | Bí thư Khu ủy Khu tự trị Nội Mông | 12/2012-8/2016    |                                                       |
| 7   | Vương Quân         | Chủ nhiệm Ủy ban Thường vụ Nhân Đại Khu tự trị Nội Mông                    | Tỉnh trưởng Chính phủ Nhân dân Sơn Tây | 1/2013-1/2017     | |                   |                                                       |
| 7   | Vương Quân         | Phó Chủ nhiệm Ủy ban Dân tộc Đại hội Đại biểu Nhân dân Toàn quốc           | Tỉnh trưởng Chính phủ Nhân dân Sơn Tây | 9/2016-10/2017    | |                   |                                                       |
| 8   | Vương Hiệp         |                                                                            | Chủ nhiệm Ủy ban Kế hoạch hóa Gia đình và Nhân khẩu Trung Quốc |                   | Chủ nhiệm Liên minh Hợp tác xã Cung cấp Tiêu dùng Toàn quốc Trung Hoa                                                                                               | 3/2013-10/2017    | nữ                                                    |
| 9   | Vương Mân          |                                                                            | Bí thư Tỉnh ủy Liêu Ninh Chủ nhiệm Ủy ban Thường vụ Nhân Đại Liêu Ninh                                                                                                |                   | Bí thư Tỉnh ủy Liêu Ninh Chủ nhiệm Ủy ban Thường vụ Nhân Đại Liêu Ninh                                                                                              | 11/2013-5/2015    | Miễn nhiệm do cáo buộc tham nhũng                     |
| 10  | Vương Dũng         |                                                                            | Chủ nhiệm Ủy ban Giám sát Quản lý tài sản Nhà nước Quốc vụ viện |                   | Ủy viên Quốc vụ viện | 3/2013-10/2017    |                                                       |
| 11  | Vương Chính Vĩ     |                                                                            | Chủ tịch Chính phủ Nhân dân Khu tự trị Dân tộc Hồi Ninh Hạ |                   | Chủ nhiệm Ủy ban Dân tộc Đại hội Đại biểu Nhân dân Trung Quốc | 3/2013-4/2016     | Người Hồi                                             |
| 11  | Vương Chính Vĩ     | Phó Chủ tịch Chính Hiệp Toàn quốc Trung Quốc                               | Chủ tịch Chính phủ Nhân dân Khu tự trị Dân tộc Hồi Ninh Hạ | 3/2013-10/2017    | Người Hồi |                   |                                                       |
| 12  | Vương Nghị         |                                                                            | Chủ nhiệm Văn phòng Công tác Đài Loan Trung ương Đảng |                   | Bộ trưởng Bộ Ngoại giao | 3/2013-10/2017    |                                                       |
| 13  | Vương Tam Vận      |                                                                            | Bí thư Tỉnh ủy Cam Túc |                   | Phó Chủ tịch Ủy ban Y tế, Văn hóa, Khoa học, Giáo dục Nhân Đại Toàn quốc                                                                                            | 4/2017-7/2017     | Miễn nhiệm do cáo buộc tham nhũng                     |
| 14  | Vương Vạn Tân      |                                                                            | Phó Tổng Thư ký kiểm Ủy viên Thường vụ Nhân Đại Toàn quốc |                   | Phó Chủ nhiệm Ủy ban Dân tộc Nhân Đại Toàn quốc | 7/2015-10/2017    |                                                       |
| 15  | Vương Ngọc Phổ     |                                                                            | Bí thư thứ nhất Ban Bí thư Tổng Công hội Toàn quốc Trung Quốc |                   | Phó Viện trưởng Viện Công trình Trung Quốc | 3/2013-4/2015     |                                                       |
| 15  | Vương Ngọc Phổ     | Giám đốc Công ty hữu hạn cổ phần chế biến Dầu khí Trung Quốc               | Bí thư thứ nhất Ban Bí thư Tổng Công hội Toàn quốc Trung Quốc | 4/2015-9/2017     | |                   |                                                       |
| 15  | Vương Ngọc Phổ     | Tổng cục trưởng cục giám sát Sản xuất Toàn quốc                            | Bí thư thứ nhất Ban Bí thư Tổng Công hội Toàn quốc Trung Quốc | 9/2017-10/2017    | |                   |                                                       |
| 16  | Vương Thần         |                                                                            | Chủ nhiệm Văn phòng Tuyên truyền Đối ngoại Trung ương Trung Cộng Chủ nhiệm Văn phòng Thông tin Quốc tế Quốc vụ viện                                                   |                   | Tổng thư ký kiêm Phó Ủy viên trưởng Nhân Đại Toàn quốc Trung Quốc                                                                                                   | 3/2013-10/2017    |                                                       |
| 17  | Vương Đông Minh    |                                                                            | Bí thư Tỉnh ủy Tứ Xuyên |                   | Bí thư Tỉnh ủy Tứ Xuyên | 11/2012-10/2017   |                                                       |
| 18  | Vương Quang Á      |                                                                            | Chủ nhiệm Văn phòng sự vụ Hồng Kông Quốc vụ viện |                   | Chủ nhiệm Văn phòng sự vụ Hồng Kông Quốc vụ viện | 11/2012-10/2017   |                                                       |
| 19  | Vương Vĩ Quan      |                                                                            | Viện Phó Viện Khoa học Xã hội Trung Quốc |                   | Viện trưởng Viện Khoa học Xã hội Trung Quốc | 3/2013-10/2017    |                                                       |
| 20  | Vương An Thuận     |                                                                            | Quyền Thị trưởng Chính phủ Nhân dân Bắc Kinh |                   | Bí thư Đảng bộ Trung tâm Nghiên cứu phát triển Quốc vụ viện | 10/2016-10/2017   |                                                       |
| 21  | Vương Chí Cương    |                                                                            | Thứ trưởng Bộ Khoa học Kỹ thuật |                   | Thứ trưởng Bộ Khoa học Kỹ thuật | 11/2012-10/2017   |                                                       |
| 22  | Vương Kỳ Sơn       |                                                                            | Phó Thủ tướng Quốc vụ viện |                   | Bí thư Ủy ban Kiểm tra Kỷ luật Trung ương Trung Cộng | 11/2012-10/2017   |                                                       |
| 23  | Vương Hộ Ninh      |                                                                            | Chủ nhiệm Văn phòng Nghiên cứu Chính sách Trung ương Đảng |                   | Chủ nhiệm Văn phòng Nghiên cứu Chính sách Trung ương Đảng | 11/2012-10/2017   |                                                       |
| 24  | Vương Quốc Sinh    |                                                                            | Tỉnh trưởng Chính phủ Nhân dân tỉnh Hồ Bắc |                   | Bí thư Tỉnh ủy Thanh Hải | 6/2016-10/2017    |                                                       |
| 25  | Vương Học Quân     |                                                                            | Cục trưởng Cục Thông tin Kiến nghị Trung ương |                   | Tỉnh trưởng Chính phủ Nhân dân tỉnh An Huy | 6/2013-6/2015     |                                                       |
| 25  | Vương Học Quân     | Bí thư Tỉnh ủy An Huy                                                      | Cục trưởng Cục Thông tin Kiến nghị Trung ương | 6/2015-10/2017    | |                   |                                                       |
| 26  | Vương Kiến Bình    |                                                                            | Tổng Tư lệnh Lực lượng Cảnh sát Nhân dân Trung Quốc |                   | Phó Tổng tham mưu trưởng Quân đội Giải phóng Nhân dân Trung Quốc | 12/2014-12/2015   |                                                       |
| 26  | Vương Kiến Bình    | Phó Tham mưu trưởng Bộ Tham mưu Liên hiệp Quân ủy Trung ương               | Tổng Tư lệnh Lực lượng Cảnh sát Nhân dân Trung Quốc | 12/2015-8/2016    | Miễn nhiệm do liên quan đến tham nhũng |                   |                                                       |
| 27  | Vương Thắng Tuấn   |                                                                            | Chánh án Toà án Nhân dân Tối cao |                   | Phó Ủy viên trưởng Ủy ban Thường vụ Nhân Đại Toàn quốc | 3/2013-10/2017    |                                                       |
| 28  | Vương Hồng Nghiêu  |                                                                            | Chính ủy Tổng bộ Trang bị Quân Giải phóng Nhân dân Trung Quốc |                   | Chính ủy Bộ Phát triển Trang bị Quân ủy Trung ương | 1/2016-1/2017     |                                                       |
| 29  | Vương Hiến Khôi    |                                                                            | Tỉnh trưởng Chính phủ Nhân dân tỉnh Hắc Long Giang |                   | Bí thư Tỉnh ủy Hắc Long Giang Chủ nhiệm Ủy ban Thường vụ Nhân Đại tỉnh Hắc Long Giang                                                                               | 3/2014-4/2017     |                                                       |
| 29  | Vương Hiến Khôi    | Phó Chủ tịch Ủy ban Y tế, Văn hóa, Khoa học, Giáo dục Nhân Đại Toàn quốc   | Tỉnh trưởng Chính phủ Nhân dân tỉnh Hắc Long Giang | 4/2017-10/2017    | |                   |                                                       |
| 30  | Vương Quán Trung   |                                                                            | Phó Tổng tham mưu trưởng Quân đội Giải phóng Nhân dân Trung Quốc |                   | Phó Tham mưu trưởng Bộ Tham mưu Liên hiệp Quân ủy Trung ương | 1/2016-10/2017    |                                                       |
| 31  | Vương Gia Thụy     |                                                                            | Trưởng ban Ban Liên lạc Đối ngoại Trung ương Trung Cộng |                   | Phó Chủ tịch Chính Hiệp Toàn quốc Trung Quốc | 11/2015-10/2017   |                                                       |
| 32  | Vương Giáo Thành   |                                                                            | Tổng Tư lệnh Quân khu Thẩm Dương |                   | Tổng Tư lệnh Chiến khu Nam bộ | 1/2016-1/2017     |                                                       |
| 33  | Vương Tân Hiến     |                                                                            | Chủ tịch Hội Liên hiệp người tàn tật Trung Quốc |                   | Chủ tịch Hội Liên hiệp người tàn tật Trung Quốc | 11/2012-10/2017   |                                                       |
| 34  | Vương Nho Lâm      |                                                                            | Bí thư Tỉnh ủy Cát Lâm |                   | Bí thư Tỉnh ủy Sơn Tây | 9/2014-6/2016     |                                                       |
| 34  | Vương Nho Lâm      | Phó Chủ nhiệm Ủy ban Nông nghiệp và ứng phó Nông nghiệp Nhân Đại Toàn quốc | Bí thư Tỉnh ủy Cát Lâm | 6/2016-10/2017    | |                   |                                                       |
| 35  | Chi Thụ Bình       |                                                                            | Tổng cục trưởng Tổng cục Kiểm dịch Kiểm nghiệm Giám sát Chất lượng Quốc gia                                                                                           |                   | Tổng cục trưởng Tổng cục Kiểm dịch Kiểm nghiệm Giám sát Chất lượng Quốc gia                                                                                         | 11/2012-10/2017   |                                                       |
| 36  | Vưu Quyền          |                                                                            | Phó Tổng Thư ký Quốc Vụ viện |                   | Bí thư Tỉnh ủy Phúc Kiến | 12/2012-10/2017   |                                                       |
| 37  | Xa Tuấn            |                                                                            | Phó Bí thư Khu Tự trị Tân Cương Duy Ngô Nhĩ Chính ủy Binh đoàn Kiến thiết Sản xuất Tân Cương                                                                          |                   | Bí thư Tỉnh ủy Chiết Giang Chủ nhiệm Ủy ban Thường vụ Nhân Đại Chiết Giang                                                                                          | 4/2017-10/2017    |                                                       |
| 38  | Doãn Úy Dân        |                                                                            | Bộ trưởng An sinh Xã hội và Nhân lực Trung Quốc |                   | Bộ trưởng An sinh Xã hội và Nhân lực Trung Quốc | 11/2012-10/2017   |                                                       |
| 39  | Bayanqolu          |                                                                            | Tỉnh trưởng Chính phủ Nhân dân tỉnh Cát Lâm |                   | Bí thư Tỉnh ủy Cát Lâm | 8/2014-10/2017    | Người Mông Cổ                                         |
| 40  | Bagatur            |                                                                            | Chủ tịch Chính phủ Nhân dân Khu tự trị Nội Mông |                   | Chủ nhiệm Ủy ban sự vụ Dân tộc Quốc gia Phó Trưởng ban Mặt trận Thống nhất Trung ương                                                                               | 4/2016-10/2017    | Người Mông Cổ                                         |
| 41  | Lư Triển Công      |                                                                            | Bí thư Tỉnh ủy Hà Nam |                   | Phó Chủ tịch Chính Hiệp Toàn quốc | 3/2013-10/2017    |                                                       |
| 42  | Diệp Tiểu Văn      |                                                                            | Phó Viện trưởng thứ nhất, Bí thư Đảng bộ Học viện Chủ nghĩa Xã hội Trung ương                                                                                         |                   | Phó Viện trưởng thứ nhất, Bí thư Đảng bộ Học viện Chủ nghĩa Xã hội Trung ương                                                                                       | 11/2012-2/2016    |                                                       |
| 43  | Điền Trung         |                                                                            | Tổng Tư lệnh Hạm đội Bắc Hải Hải quân Quân Giải phóng Nhân dân Trung Quốc                                                                                             |                   | Phó Tổng Tư lệnh Hải quân Quân Giải phóng Nhân dân Trung Quốc | 12/2013-10/2017   |                                                       |
| 44  | Điền Tu Tư         |                                                                            | Chính ủy Không quân Quân Giải phóng Nhân dân Trung Quốc |                   | Phó Chủ nhiệm Ủy ban Đối ngoại Nhân Đại Toàn quốc | 8/2015-7/2006     | Tước Đảng tịch                                        |
| 45  | Padma Choling      |                                                                            | Chủ tịch Chính phủ Nhân dân Khu tự trị Tây Tạng |                   | Chủ nhiệm Ủy ban Thường vụ Nhân Đại Khu tự trị Tây Tạng | 1/2013-1/2017     | Người Tây Tạng                                        |
| 46  | Bạch Xuân Lễ       |                                                                            | Viện trưởng Viện Khoa học Trung Quốc |                   | Viện trưởng Viện Khoa học Trung Quốc | 11/2012-10/2017   | Người Mãn                                             |
| 47  | Lệnh Kế Hoạch      |                                                                            | Trưởng ban Công tác Mặt trận Thống nhất Trung ương |                   | Phó Chủ tịch Ủy ban Toàn quốc Hội nghị Chính trị Hiệp thương Nhân dân Trung Quốc                                                                                    | 3/2013-1/2015     | Tước Đảng tịch                                        |
| 48  | Cát Bỉnh Hiên      |                                                                            | Bí thư Tỉnh ủy Hắc Long Giang Chủ nhiệm Ủy ban Thường vụ Nhân Đại tỉnh Hắc Long Giang                                                                                 |                   | Phó Ủy viên trưởng Ủy ban Thường vụ Nhân Đại Toàn quốc | 3/2013-10/2017    |                                                       |
| 49  | Chu Tiểu Đan       |                                                                            | Tỉnh trưởng Chính phủ Nhân dân tỉnh Quảng Đông |                   | Phó Chủ tịch Ủy ban Kinh tế Tài chính Nhân Đại Toàn quốc | 2/2017-10/2017    |                                                       |
| 50  | Chu Phúc Hi        |                                                                            | Chính ủy Quân khu Thành Đô |                   | Chính ủy Chiến khu Tây Bộ | 2/2016-1/2017     |                                                       |
| 51  | Toàn Triết Thù     |                                                                            | Bí thư Đảng bộ Hội Liên hiệp Công Thương nghiệp Toàn quốc Trung Quốc                                                                                                  |                   | Bí thư Đảng bộ Hội Liên hiệp Công Thương nghiệp Toàn quốc Trung Quốc                                                                                                | 11/2012-5/2017    | Người Triều Tiên                                      |
| 52  | Lưu Bằng           |                                                                            | Cục trưởng Tổng cục Thể thao Quốc gia |                   | Phó Chủ nhiệm Ủy ban Đối ngoại Chính Hiệp Toàn quốc | 11/2016-10/2017   |                                                       |
| 53  | Lưu Nguyên         |                                                                            | Chính ủy Tổng bộ Hậu cần Quân Giải phòng Nhân dân Trung Quốc |                   | Phó Chủ tịch Ủy ban Kinh tế Tài chính Nhân Đại Toàn quốc | 2/2016-10/2017    |                                                       |
| 54  | Lưu Thành Quân     |                                                                            | Viện trưởng Viện Khoa học Quân sự Quân Giải phóng Nhân dân Trung Quốc                                                                                                 |                   | Phó Chủ nhiệm Ủy ban Y tế, Khoa học, Giáo dục Nhân Đại Toàn quốc | 2/2015-10/2017    |                                                       |
| 55  | Lưu Vĩ Bình        |                                                                            | Tỉnh trưởng Chính phủ Nhân dân tỉnh Cam Túc |                   | Phó Viện trưởng Viện Khoa học Trung Quốc | 4/2016-10/2017    |                                                       |
| 56  | Lưu Diên Đông      |                                                                            | Ủy viên Quốc vụ viện Trưởng ban Tiểu ban Cải cách Thể chế Y tế, Y dược sâu rộng Quốc vụ viện Chủ nhiệm Ủy ban Học vị Quốc vụ viện                                     |                   | Phó Tổng Lý Quốc vụ viện Trưởng ban Tiểu ban Cải cách Thể chế Y tế, Y dược sâu rộng Quốc vụ viện Chủ nhiệm Ủy ban Học vị Quốc vụ viện                               | 11/2012-10/2017   | nữ                                                    |
| 57  | Lưu Kì Bảo         |                                                                            | Bí thư Tỉnh ủy Tứ Xuyên |                   | Trưởng ban Ban Tuyên truyền Trung ương Đảng | 11/2012-10/2017   |                                                       |
| 58  | Lưu Hiểu Giang     |                                                                            | Chính ủy Hải quân Quân Giải phóng Nhân dân Trung Quốc |                   | Phó Chủ nhiệm Ủy ban Đối ngoại Nhân Đại Toàn quốc | 2/2015-10/2017    |                                                       |
| 59  | Lưu Gia Nghĩa      |                                                                            | Tổng Kiểm toán trưởng Tổng Kiểm toán Trung Quốc |                   | Bí thư Tỉnh ủy Sơn Đông | 4/2017-10/2017    |                                                       |
| 60  | Lưu Việt Quân      |                                                                            | Tổng Tư lệnh Quân khu Lan Châu |                   | Tổng Tư lệnh Chiến khu Đông Bộ | 2/2016-10/2017    |                                                       |
| 61  | Lưu Phúc Liên      |                                                                            | Chính ủy Quân khu Bắc Kinh |                   | Chính ủy Lực lượng chi viện chiến lược Quân Giải phóng Nhân dân Trung Quốc                                                                                          | 12/2015-3/2017    |                                                       |
| 62  | Hứa Đạt Triết      |                                                                            | Tổng Giám đốc Tập đoàn Khoa học và Công nghiệp Hàng không Trung Quốc                                                                                                  |                   | Thứ trưởng Bộ Công nghiệp và Tin tức hóa | 12/2013-9/2016    |                                                       |
| 62  | Hứa Đạt Triết      | Tỉnh trưởng Chính phủ Nhân dân tỉnh Hồ Nam                                 | Tổng Giám đốc Tập đoàn Khoa học và Công nghiệp Hàng không Trung Quốc                                                                                                  | 9/2016-10/2017    | |                   |                                                       |
| 63  | Hứa Kì Lượng       |                                                                            | Tổng Tư lệnh Không quân Quân Giải phóng Nhân dân Trung Quốc |                   | Phó Chủ tịch Quân ủy Trung ương | 11/2012-10/2017   |                                                       |
| 64  | Hứa Diệu Nguyên    |                                                                            | Chính ủy Lực lượng Cảnh sát Vũ trang Nhân dân Trung Quốc |                   | Chính ủy Học viện Khoa học Quân sự Quân Giải phóng Nhân dân Trung Quốc                                                                                              | 12/2014-6/2017    |                                                       |
| 65  | Tôn Hoài Sơn       |                                                                            | Phó Tổng Thư ký Ủy ban Thường vụ Chính Hiệp Toàn quốc |                   | Chủ nhiệm Ủy ban kiều bào Đài Loan, Macao, Hongkong Chính Hiệp Toàn quốc                                                                                            | 8/2016-3/2017     | Tước Đảng tịch                                        |
| 66  | Tôn Kiến Quốc      |                                                                            | Phó Tổng Tham mưu Quân Giải phóng Nhân dân Trung Quốc |                   | Phó Tổng Tham mưu trưởng Bộ Liên hiệp Tham mưu Quân ủy Trung ương                                                                                                   | 1/2016-10/2017    |                                                       |
| 67  | Tôn Xuân Lan       |                                                                            | Bí thư Tỉnh ủy Phúc Kiến |                   | Bí thư Thành ủy Thiên Tân | 11/2012-12/2014   | nữ                                                    |
| 67  | Tôn Xuân Lan       | Trưởng ban Mặt trận Thống nhất Trung ương                                  | Bí thư Tỉnh ủy Phúc Kiến | 12/2014-10/2017   | |                   |                                                       |
| 68  | Tôn Chính Tài      |                                                                            | Bí thư Tỉnh ủy Cát Lâm |                   | Bí thư Thành ủy Trùng Khánh | 11/2012-7/2017    | Tước Đảng tịch                                        |
| 69  | Tôn Tư Kính        |                                                                            | Chính ủy Viện Khoa học Quân sự Quân Giải phóng Nhân dân Trung Quốc |                   | Chính ủy Lực lượng Cảnh sát Vũ trang Nhân dân Trung Quốc | 12/2014-1/2017    |                                                       |
| 70  | Tô Thụ Lâm         |                                                                            | Tỉnh trưởng Chính phủ Nhân dân tỉnh Phúc Kiến |                   | Tỉnh trưởng Chính phủ Nhân dân tỉnh Phúc Kiến | 11/2012-10/2015   | Tước Đảng tịch                                        |
| 71  | Đỗ Thanh Lâm       |                                                                            | Phó Chủ tịch Chính Hiệp Toàn quốc |                   | Phó Chủ tịch Chính Hiệp Toàn quốc | 11/2012-10/2017   |                                                       |
| 72  | Đỗ Kim Tài         |                                                                            | Phó Chủ nhiệm Tổng bộ Chính trị |                   | Bí thư Ủy ban Chính Pháp Toàn quân Bí thư Ủy ban Kiểm tra Kỷ luật Quân sự Trung ương Đảng                                                                           | 11/2012-10/2017   |                                                       |
| 73  | Đỗ Hằng Nham       |                                                                            | Chính ủy Quân khu Tế Nam |                   | Phó Chủ nhiệm Bộ Công tác Chính trị Quân ủy Trung ương | 1/2016-10/2017    |                                                       |
| 74  | Lý Vĩ              |                                                                            | Chủ nhiệm Trung tâm Nghiên cứu Phát triển Quốc vụ viện |                   | Chủ nhiệm Trung tâm Nghiên cứu Phát triển Quốc vụ viện | 11/2012-10/2017   |                                                       |
| 75  | Lý Bân             |                                                                            | Tỉnh trưởng Chính phủ Nhân dân tỉnh An Huy |                   | Chủ nhiệm Ủy ban Kế hoạch hóa Gia đình và Y tế Quốc gia | 3/2013-10/2017    | nữ                                                    |
| 76  | Lý Tòng Quân       |                                                                            | Giám đốc Tân Hoa xã |                   | Phó Chủ nhiệm Ủy ban Thể dục, Y tế, Văn hóa, Khoa học Kỹ thuật, Giáo dục Chính Hiệp Trung Quốc                                                                      | 2/2015-10/2017    |                                                       |
| 77  | Lý Đông Sinh       |                                                                            | Phó trưởng ban Tiểu ban Lãnh đạo phòng chống và xử lý các vấn đề tà giáo Trung ương Chủ nhiệm Văn phòng Phòng chống và xử lý các vấn đề tà giáo Quốc vụ viện          |                   | Phó trưởng ban Tiểu ban Lãnh đạo phòng chống và xử lý các vấn đề tà giáo Trung ương Chủ nhiệm Văn phòng Phòng chống và xử lý các vấn đề tà giáo Quốc vụ viện        | 11/2012-12/2013   | Tước Đảng tịch                                        |
| 78  | Lý Lập Quốc        |                                                                            | Bộ trưởng Bộ Dân chính |                   | Bộ trưởng Bộ Dân chính | 11/2012-11/2016   | Khai trừ lưu đảng 2 năm                               |
| 79  | Lý Kỉ Hằng         |                                                                            | Tỉnh trưởng Chính phủ Nhân dân tỉnh Vân Nam |                   | Bí thư Tỉnh ủy Vân Nam | 10/2014-8/2016    |                                                       |
| 79  | Lý Kỉ Hằng         | Bí thư Khu ủy Khu tự trị Nội Mông                                          | Tỉnh trưởng Chính phủ Nhân dân tỉnh Vân Nam | 8/2016-10/2017    | |                   |                                                       |
| 80  | Lý Khắc Cường      |                                                                            | Phó Tổng lý Quốc vụ viện |                   | Tổng lý Quốc vụ viện | 3/2013-10/2017    |                                                       |
| 81  | Lý Học Dũng        |                                                                            | Tỉnh trưởng Chính phủ Nhân dân tỉnh Giang Tô |                   | Phó Chủ nhiệm Ủy ban Kinh tế Tài chính Nhân Đại Toàn quốc | 12/2015-10/2017   |                                                       |
| 82  | Lý Kiến Hoa        |                                                                            | Bí thư Đảng ủy Học viện Hành chính Quốc gia Đảng |                   | Bí thư Khu ủy Khu tự trị Ninh Hạ Dân tộc Hồi | 3/2013-4/2017     |                                                       |
| 82  | Lý Kiến Hoa        | Phó Chủ nhiệm Ủy ban Đề án Chính Hiệp Toàn quốc                            | Bí thư Đảng ủy Học viện Hành chính Quốc gia Đảng | 6/2017-10/2017    | |                   |                                                       |
| 83  | Lý Kiến Quốc       |                                                                            | Tổng Thư ký kiêm Phó Ủy viên trưởng Ủy ban Thường vụ Nhân Đại Toàn quốc                                                                                               |                   | Phó Ủy viên thứ nhất Ủy ban Thường vụ Nhân Đại Toàn quốc Chủ tịch Tổng Công hội Toàn quốc                                                                           | 3/2013-10/2017    |                                                       |
| 84  | Lý Hồng Trung      |                                                                            | Bí thư Tỉnh ủy Hồ Bắc |                   | Bí thư Thành ủy Thiên Tân | 9/2016-10/2017    |                                                       |
| 85  | Lý Nguyên Triều    |                                                                            | Trưởng ban Ban Tổ chức Trung ương Đảng |                   | Phó Chủ tịch nước | 3/2013-10/2017    |                                                       |
| 86  | Dương Tinh         |                                                                            | Chủ nhiệm Ủy ban sự vụ Dân tộc Quốc gia |                   | Tổng Thư ký kiêm Ủy viên Quốc vụ viện Viện trưởng Học viện Hành chính Quốc gia                                                                                      | 3/2013-10/2017    | Người Mông Cổ                                         |
| 87  | Dương Truyền Đường |                                                                            | Chủ nhiệm Liên minh Hợp tác xã Cung cấp Tiêu dùng Toàn quốc Trung Hoa                                                                                                 |                   | Bộ trưởng Bộ Giao thông vận chuyển | 8/2012-9/2016     |                                                       |
| 87  | Dương Truyền Đường | Bí thư Đảng bộ Bộ Giao thông Vận chuyển                                    | Chủ nhiệm Liên minh Hợp tác xã Cung cấp Tiêu dùng Toàn quốc Trung Hoa                                                                                                 | 6/2012-10/2017    | |                   |                                                       |
| 88  | Dương Kim Sơn      |                                                                            | Tổng Tư lệnh Quân khu Tây Tạng |                   | Phó Tổng Tư lệnh Quân khu Thành Đô | 7/2013-10/2014    | Tước Đảng tịch                                        |
| 89  | Dương Đống Lương   |                                                                            | Tổng cục trưởng Cục Giám sát Sản xuất Toàn quốc Phó Chủ nhiệm Ủy ban Sản xuất an toàn Quốc vụ viện                                                                    |                   | Tổng cục trưởng Cục Giám sát Sản xuất Toàn quốc Phó Chủ nhiệm Ủy ban Sản xuất an toàn Quốc vụ viện                                                                  | 11/2012-8/2015    | Tước Đảng tịch truy tố                                |
| 90  | Dương Khiết Trì    |                                                                            | Bộ trưởng Bộ Ngoại giao |                   | Ủy viên Quốc vụ viện Chủ nhiệm Văn phòng kiêm Bí thư Tiểu ban Công tác lãnh đạo Đối ngoại Trung ương Tổng Thư ký Tiểu ban Công tác Lãnh đạo với Đài Loan Trung ương | 3/2013-10/2017    |                                                       |
| 91  | Dương Hoán Ninh    |                                                                            | Thứ trưởng Bộ Công an |                   | Tổng cục trưởng Cục Giám sát Sản xuất Toàn quốc | 10/2015-7/2017    | Khai trừ lưu đảng 2 năm                               |
| 92  | Tiếu Cương         |                                                                            | Bí thư Đảng ủy Công ty Quản lý tài sản Đông Phương Chủ tịch Ủy ban Phát triển chiến lược Ban Giám đốc kiêm Tổng Giám đốc Công ty Cổ phần hữu hạn Ngân hàng Trung Quốc |                   | Chủ tịch Ủy ban Giám sát và Quản lý Chứng khoán | 3/2013-2/2016     |                                                       |
| 93  | Tiếu Tiệp          |                                                                            | Tổng cục trưởng Tổng cục Thuế Quốc gia |                   | Phó Tổng Thư ký Quốc vụ viện | 3/2013-11/2016    |                                                       |
| 93  | Tiếu Tiệp          | Bộ trưởng Bộ Tài chính                                                     | Tổng cục trưởng Tổng cục Thuế Quốc gia | 11/2016-10/2017   | |                   |                                                       |
| 94  | Ngô Xương Đức      |                                                                            | Phó Chủ nhiệm Tổng bộ Chính trị Quân Giải phóng Nhân dân Trung Quốc                                                                                                   |                   | Phó Chủ nhiệm Bộ Công tác Chính trị Quân ủy Trung ương | 1/2016-1/2017     |                                                       |
| 95  | Ngô Thắng Lợi      |                                                                            | Tổng Tư lệnh Hải quân Quân Giải phóng Nhân dân Trung Quốc |                   | Ủy viên Quân ủy Trung ương | 1/2017-10/2017    |                                                       |
| 96  | Ngô Ái Anh         |                                                                            | Bộ trưởng Bộ Tư pháp |                   | Bộ trưởng Bộ Tư pháp | 11/2012-2/2017    | Tước Đảng tịch nữ                                     |
| 97  | Ngô Tân Hùng       |                                                                            | Chủ tịch Ủy ban Giám sát Điện lực Trung Quốc |                   | Cục trưởng Cục Năng lượng Nguyên tử Trung Quốc | 3/2013-12/2014    |                                                       |
| 97  | Ngô Tân Hùng       | Phó Chủ tịch Ủy ban Kinh tế Chính Hiệp Toàn quốc                           | Chủ tịch Ủy ban Giám sát Điện lực Trung Quốc | 2/2015-10/2017    | |                   |                                                       |
| 98  | Hà Nghị Đình       |                                                                            | Phó Chủ nhiệm Văn phòng Nghiên cứu Chính sách Trung ương |                   | Phó Hiệu trưởng Trường Đảng Trung ương | 9/2013-10/2017    |                                                       |
| 99  | Lãnh Dung          |                                                                            | Chủ tịch Hội Nghiên cứu Văn chương Trung ương |                   | Chủ tịch Hội Nghiên cứu Văn chương Trung ương | 11/2012-10/2017   |                                                       |
| 100 | Uông Dương         |                                                                            | Bí thư Tỉnh ủy Quảng Đông |                   | Phó Thủ tướng Trưởng ban Tiểu ban Công tác Lãnh đạo Xóa đói giảm nghèo và Phát triển Quốc vụ viện                                                                   | 3/2013-10/2017    |                                                       |
| 101 | Uông Vĩnh Thanh    |                                                                            | Chủ nhiệm Văn phòng Ủy ban Biên chế Cơ cấu Trung ương |                   | Tổng Thư ký Ủy ban Chính Pháp Trung ương | 4/2013-10/2017    |                                                       |
| 102 | Thẩm Dược Dược     |                                                                            | Phó Trưởng ban Thường vụ Ban Tổ chức Trung ương |                   | Chủ tịch Hội Liên hiệp Phụ nữ Toàn quốc | 5/2013-10/2017    | nữ                                                    |
| 103 | Thẩm Đức Vịnh      |                                                                            | Phó Viện trưởng Pháp viện Tối cao Nhân dân Trung Quốc Chánh án cấp nhất Trung Quốc                                                                                    |                   | Phó Viện trưởng Pháp viện Tối cao Nhân dân Trung Quốc Chánh án cấp nhất Trung Quốc                                                                                  | 11/2012-10/2017   |                                                       |
| 104 | Tống Đại Hàm       |                                                                            | Chủ nhiệm Văn phòng Pháp chế Quốc vụ viện |                   | Chủ nhiệm Văn phòng Pháp chế Quốc vụ viện | 11/2012-3/2017    |                                                       |
| 105 | Tống Tú Nham       |                                                                            | Bí thư thứ nhất Hội Liên hiệp Phụ nữ Toàn quốc |                   | Bí thư thứ nhất Hội Liên hiệp Phụ nữ Toàn quốc | 11/2012-10/2017   | nữ                                                    |
| 106 | Trương Dương       |                                                                            | Chủ nhiệm Tổng Bộ Chính trị Quân Giải phóng Nhân dân Trung Quốc |                   | Chủ nhiệm Bộ Công tác Chính trị Quân ủy Trung ương | 1/2016-8/2017     |                                                       |
| 107 | Trương Mao         |                                                                            | Bí thư Đảng bộ Bộ Y tế |                   | Cục trưởng Tổng cục Quản lý Hành chính Công Thương Quốc gia | 3/2013-10/2017    |                                                       |
| 108 | Trương Nghị        |                                                                            | Bí thư Khu ủy Khu tự trị Dân tộc Hồi Ninh Hạ |                   | Bí thư Ủy ban Quản lý Giám sát Tài sản Quốc vụ viện | 3/2013-12/2016    |                                                       |
| 108 | Trương Nghị        | Phó Chủ nhiệm Ủy ban Tư pháp Nội vụ Nhân Đại Toàn quốc                     | Bí thư Khu ủy Khu tự trị Dân tộc Hồi Ninh Hạ | 12/2016-10/2017   | |                   |                                                       |
| 109 | Trương Hựu Hiệp    |                                                                            | Bộ trưởng Tổng Bộ Trang thiết bị Quân Giải phóng Nhân dân Trung Quốc                                                                                                  |                   | Bộ trưởng Bộ Phát triển Trang bị Quân ủy Trung ương | 1/2016-8/2017     |                                                       |
| 110 | Trương Sĩ Ba       |                                                                            | Tổng Tư lệnh Quân khu Bắc Kinh |                   | Hiệu trưởng Đại học Quốc phòng Quân Giải phóng Nhân dân Trung Quốc                                                                                                  | 12/2014-1/2017    |                                                       |
| 111 | Trương Khánh Vĩ    |                                                                            | Tỉnh trưởng Chính phủ Nhân dân tỉnh Hà Bắc |                   | Bí thư Tỉnh ủy Hắc Long Giang | 4/2017-10/2017    |                                                       |
| 112 | Trương Khánh Lê    |                                                                            | Bí thư Tỉnh ủy Hà Bắc |                   | Tổng Thư ký Ủy ban Chính Hiệp Toàn quốc | 3/2013-10/2017    |                                                       |
| 113 | Trương Chí Quân    |                                                                            | Thứ trưởng Bộ Ngoại giao |                   | Chủ nhiệm Văn phòng Công tác Đài Loan Trung ương Đảng | 3/2013-10/2017    |                                                       |
| 114 | Trương Quốc Thanh  |                                                                            | Tổng Giám đốc Tập đoàn Công nghiệp Binh khí Trung Quốc |                   | Phó Bí thư Thành ủy Trung Khánh | 4/2013-12/2016    |                                                       |
| 114 | Trương Quốc Thanh  | Thị trưởng Chính phủ Nhân dân Trùng Khánh                                  | Tổng Giám đốc Tập đoàn Công nghiệp Binh khí Trung Quốc | 12/2016-10/2017   | |                   |                                                       |
| 115 | Trương Bảo Thuận   |                                                                            | Bí thư Tỉnh ủy An Huy |                   | Phó Chủ nhiệm Ủy ban Bảo vệ Tài nguyên và Môi trường Nhân Đại Toàn quốc                                                                                             | 7/2015-10/2017    |                                                       |
| 116 | Trương Xuân Hiền   |                                                                            | Bí thư Khu ủy Khu tự trị Duy Ngô Nhĩ Tân Cương |                   | Phó Trưởng ban Tiểu ban Công tác Lãnh đạo kiến thiết Trung ương Phó Trưởng ban Công tác Điều phối Tân Cương Trung ương                                              | 8/2016-10/2017    |                                                       |
| 117 | Trương Cao Lệ      |                                                                            | Bí thư Thành ủy Thiên Tân |                   | Phó Thủ tướng Chủ nhiệm Ủy ban Kiến thiết Công trình Tam Hiệp Quốc vụ viện                                                                                          | 3/2013-10/2017    |                                                       |
| 118 | Trương Hải Dương   |                                                                            | Chính ủy Lực lượng Pháo binh thứ hai Quân Giải phóng Nhân dân Trung Quốc                                                                                              |                   | Phó Chủ nhiệm Ủy ban Pháp luật Nhân Đại Toàn quốc | 2/2015-10/2017    |                                                       |
| 119 | Trương Duệ Huỳnh   |                                                                            | Phó Trưởng ban Ban Công tác Mặt trận Thống nhất Trung ương |                   | Phó Trưởng ban Ban Công tác Mặt trận Thống nhất Trung ương | 11/2012-10/2017   |                                                       |
| 120 | Trương Đức Giang   |                                                                            | Bí thư Thành ủy Trùng Khánh |                   | Ủy viên trưởng Ủy ban Thường vụ Đại hội Đại biểu Nhân dân Toàn quốc Trưởng ban Tiểu ban Công tác Điều phối Hồng Kông                                                | 3/2013-10/2017    |                                                       |
| 121 | Lục Hạo            |                                                                            | Bí thư thứ nhất Ban Bí thư Trung ương Đoàn Thanh niên Cộng sản chủ nghĩa Trung Quốc                                                                                   |                   | Tỉnh trưởng Chính phủ Nhân dân Hắc Long Giang | 3/2013-10/2017    |                                                       |
| 122 | Trần Hi            |                                                                            | Bí thư Đảng bộ Hiệp hội Khoa học Kỹ thuật Trung Quốc |                   | Phó Trưởng ban Thường vụ Ban Tổ chức Trung ương Đảng | 4/2013-10/2017    |                                                       |
| 123 | Trần Lôi           |                                                                            | Bộ trưởng Bộ Thủy lợi |                   | Bộ trưởng Bộ Thủy lợi | 11/2012-10/2017   |                                                       |
| 124 | Trần Toàn Quốc     |                                                                            | Bí thư Khu ủy Khu tự trị Tây Tạng |                   | Bí thư Khu ủy Khu tự trị Duy Ngô Nhĩ Tân Cương | 8/2016-10/2017    |                                                       |
| 125 | Trần Cầu Phát      |                                                                            | Thứ trưởng Bộ Công nghiệp và Tin tức hóa |                   | Chủ tịch Ủy ban Chính Hiệp tỉnh Hồ Nam | 1/2013-1/2016     | Người Miêu                                            |
| 125 | Trần Cầu Phát      | Tỉnh trưởng Chính phủ Nhân dân tỉnh Liêu Ninh                              | Thứ trưởng Bộ Công nghiệp và Tin tức hóa | 6/2015-10/2017    | |                   |                                                       |
| 126 | Trần Bảo Sinh      |                                                                            | Phó Hiệu trưởng Trường Đảng Trung ương |                   | Bộ trưởng Bộ Giáo dục | 7/2016-10/2017    |                                                       |
| 127 | Trần Chính Cao     |                                                                            | Tỉnh trưởng Chính phủ Nhân dân tỉnh Liêu Ninh |                   | Bộ trưởng Bộ Nhà ở và Phát triển đô thị Nông thôn | 6/2014-6/2017     |                                                       |
| 128 | Trần Mẫn Nhĩ       |                                                                            | Tỉnh trưởng Chính phủ Nhân dân tỉnh Quý Châu |                   | Bí thư Tỉnh ủy Quý Châu | 7/2015-6/2017     |                                                       |
| 128 | Trần Mẫn Nhĩ       | Bí thư Thành ủy Trùng Khánh                                                | Tỉnh trưởng Chính phủ Nhân dân tỉnh Quý Châu | 7/2017-10/2017    | |                   |                                                       |
| 129 | Nur Bekri          |                                                                            | Chủ tịch Chính phủ Nhân dân Khu tự trị Duy Ngô Nhĩ Tân Cương |                   | Phó Chủ nhiệm Ủy ban Cải cách và Phát triển Quốc gia | 12/2004-10/2017   | Người Duy Ngô Nhĩ                                     |
| 130 | Miêu Vu            |                                                                            | Bộ trưởng Bộ Công nghiệp và Tin tức hóa |                   | Bộ trưởng Bộ Công nghiệp và Tin tức hóa | 11/2012-10/2017   |                                                       |
| 131 | Phạm Trường Long   |                                                                            | Tổng Tư lệnh Quân khu Tế Nam |                   | Phó Chủ tịch Quân ủy Trung ương | 11/2012-10/2017   |                                                       |
| 132 | Lâm Quân           |                                                                            | Chủ tịch Hội Liên hiệp Hoa kiều về nước Toàn quốc |                   | Chủ tịch Hội Liên hiệp Hoa kiều về nước Toàn quốc | 11/2012-10/2017   |                                                       |
| 133 | Lâm Tả Minh        |                                                                            | Tổng Giám đốc Tập đoàn Công nghiệp Hàng không |                   | Chủ tịch Tập đoàn Công nghiệp Hàng không | 11/2012-10/2017   |                                                       |
| 134 | Thượng Phúc Lâm    |                                                                            | Chủ tịch Ủy ban Quản lý Giám sát tài sản Ngân hàng Trung Quốc |                   | Chủ tịch Ủy ban Quản lý Giám sát tài sản Ngân hàng Trung Quốc | 11/2012-2/2017    |                                                       |
| 135 | La Chí Quân        |                                                                            | Bí thư Tỉnh ủy Giang Tô |                   | Phó Chủ nhiệm Ủy ban Bảo vệ Tài nguyên và Môi trường Nhân Đại Toàn quốc                                                                                             | 7/2016-10/2017    |                                                       |
| 136 | La Bảo Minh        |                                                                            | Bí thư Tỉnh ủy Hải Nam |                   | Phó Chủ nhiệm Ủy ban Hoa kiều Nhân Đại Toàn quốc | 4/2017-10/2017    |                                                       |
| 137 | Chu Tế             |                                                                            | Viện trưởng Viện Công trình Trung Quốc |                   | Viện trưởng Viện Công trình Trung Quốc | 11/2012-10/2017   |                                                       |
| 138 | Chu Cường          |                                                                            | Bí thư Tỉnh ủy Hồ Nam |                   | Viện trưởng Pháp viện Nhân dân Tối cao | 3/2013-10/2017    |                                                       |
| 139 | Chu Bản Thuận      |                                                                            | Tổng Thư ký Ủy ban Chính Pháp Trung ương |                   | Bí thư Tỉnh ủy Hà Bắc | 3/2013-7/2015     | Tước Đảng tịch                                        |
| 140 | Chu Sinh Hiền      |                                                                            | Bộ trưởng Bộ Bảo vệ Môi trường |                   | Phó Chủ nhiệm Ủy ban Môi trường, tài nguyên, nhân khẩu Chính Hiệp Toàn quốc                                                                                         | 2/2015-10/2017    |                                                       |
| 141 | Trịnh Vệ Bình      |                                                                            | Chính ủy Quân khu Nam Kinh |                   | Chính ủy Quân khu Đông Bộ Quân ủy Trung ương | 1/2016-9/2017     |                                                       |
| 142 | Phòng Phong Huy    |                                                                            | Tổng Tham mưu trưởng Quân Giải phóng Nhân dân Trung Quốc |                   | Tổng Tham mưu Bộ Liên hiệp Tham mưu Quân ủy Trung ương | 1/2016-8/2017     |                                                       |
| 143 | Mạnh Học Nông      |                                                                            | Phó Bí thư Ủy ban Công tác Trực thuộc Trung ương |                   | Chủ nhiệm Ủy ban Pháp chế và Xã hội Chính Hiệp Toàn quốc | 3/2013-10/2017    |                                                       |
| 144 | Mạnh Kiến Trụ      |                                                                            | Bộ trưởng Bộ Công An |                   | Bí thư Ủy ban Chính Pháp Trung ương | 11/2012-10/2017   |                                                       |
| 145 | Hạng Tuấn Ba       |                                                                            | Chủ tịch Ủy ban Quản lý Giám sát Bảo hiểm Trung Quốc |                   | Chủ tịch Ủy ban Quản lý Giám sát Bảo hiểm Trung Quốc | 11/2012-4/2017    | Tước Đảng tịch                                        |
| 146 | Triệu Thực         |                                                                            | Bí thư Đảng bộ Hội Liên hiệp giới Văn học Nghệ thuật Trung Quốc |                   | Bí thư Đảng bộ Hội Liên hiệp giới Văn học Nghệ thuật Trung Quốc | 11/2012-10/2017   | nữ                                                    |
| 147 | Triệu Chính Vĩnh   |                                                                            | Chủ tịch Chính phủ Nhân dân tỉnh Thiểm Tây |                   | Bí thư Tỉnh ủy Thiểm Tây | 12/2012-3/2016    |                                                       |
| 147 | Triệu Chính Vĩnh   | Phó Chủ nhiệm Ủy ban Tư pháp Nội vụ Nhân Đại Toàn quốc                     | Chủ tịch Chính phủ Nhân dân tỉnh Thiểm Tây | 4/2016-10/2017    | |                   |                                                       |
| 148 | Triệu Lạc Tế       |                                                                            | Bí thư Tỉnh ủy Thiểm Tây |                   | Trưởng ban Ban Tổ chức Trung ương Đảng | 12/2012-10/2017   |                                                       |
| 149 | Triệu Khắc Thạch   |                                                                            | Bộ trưởng Tổng Bộ Hậu cần Quân Giải phóng Nhân dân Trung Quốc |                   | Bộ trưởng Bộ Phòng vệ Hậu cần Quân ủy Trung ương | 1/2016-9/2017     |                                                       |
| 150 | Triệu Khắc Chí     |                                                                            | Bí thư Tỉnh ủy Quý Châu |                   | Bí thư Tỉnh ủy Hà Bắc | 7/2015-10/2017    |                                                       |
| 151 | Triệu Tông Kỳ      |                                                                            | Tổng Tư lệnh Quân khu Tế Nam |                   | Tổng Tư lệnh Chiến khu Tây Bộ Quân ủy Trung ương | 2/2016-10/2017    |                                                       |
| 152 | Triệu Hồng Chúc    |                                                                            | Bí thư Tỉnh ủy Chiết Giang |                   | Phó Bí thư Ủy ban Kiểm tra Kỷ luật Trung ương Đảng | 11/2012-10/2017   |                                                       |
| 153 | Hồ Trạch Quân      |                                                                            | Phó Viện trưởng Viện Kiểm sát Nhân dân Tối cao |                   | Tổng Kiểm toán trưởng Tổng Kiểm toán Trung Quốc | 4/2017-10/2017    | nữ                                                    |
| 154 | Hồ Xuân Hoa        |                                                                            | Bí thư Khu ủy Khu tự trị Nội Mông |                   | Bí thư Tỉnh ủy Quảng Đông | 12/2012-10/2017   |                                                       |
| 155 | Du Chính Thanh     |                                                                            | Bí thư Thành ủy Thượng Hải |                   | Chủ tịch Chính Hiệp Trung Quốc | 3/2013-10/2017    |                                                       |
| 156 | Khương Đại Minh    |                                                                            | Tỉnh trưởng Chính phủ Nhân dân Sơn Đông |                   | Bộ trưởng Bộ Tài nguyên Đất đai | 3/2013-10/2017    |                                                       |
| 157 | Khương Dị Khang    |                                                                            | Bí thư Tỉnh ủy Sơn Đông |                   | Phó Chủ nhiệm Ủy ban Kinh tế Tài chính Nhân Đại Toàn quốc | 4/2017-10/2017    |                                                       |
| 158 | Lạc Huệ Ninh       |                                                                            | Tỉnh trưởng Chính phủ Nhân dân Thanh Hải |                   | Bí thư Tỉnh ủy Thanh Hải | 3/2013-6/2016     |                                                       |
| 158 | Lạc Huệ Ninh       | Bí thư Tỉnh ủy Sơn Tây                                                     | Tỉnh trưởng Chính phủ Nhân dân Thanh Hải | 6/2016-10/2017    | |                   |                                                       |
| 159 | Tần Quang Vinh     |                                                                            | Bí thư Tỉnh ủy Vân Nam |                   | Phó Chủ nhiệm Ủy ban Tư pháp Nội vụ Nhân Đại Toàn quốc | 10/2014-10/2017   |                                                       |
| 160 | Viên Thuần Thanh   |                                                                            | Bí thư Tỉnh ủy Sơn Tây |                   | Phó Trưởng ban Tiểu ban Công tác Lãnh đạo Nông thôn Trung ương | 9/2014-10/2017    |                                                       |
| 161 | Viên Quý Nhân      |                                                                            | Bộ trưởng Bộ Giáo dục |                   | Phó Chủ nhiệm Ủy ban Đối ngoại Chính Hiệp Toàn quốc | 7/2016-102017     |                                                       |
| 162 | Cảnh Huệ Xương     |                                                                            | Bộ trưởng Bộ An toàn Quốc gia |                   | Phó Chủ nhiệm Ủy ban kiều bào Đài Loan, Macao, Hongkong Chính Hiệp Toàn quốc                                                                                        | 11/2016-10/2017   |                                                       |
| 163 | Nhiếp Vệ Quốc      |                                                                            | Chủ nhiệm Văn phòng Kiến thiết Công trình Tam Hiệp |                   | Chủ nhiệm Văn phòng Kiến thiết Công trình Tam Hiệp | 11/2012-10/2017   |                                                       |
| 164 | Lật Chiến Thư      |                                                                            | Chủ nhiệm Văn phòng Trung ương Đảng |                   | Chủ nhiệm Văn phòng Trung ương Đảng | 11/2012-10/2017   |                                                       |
| 165 | Cổ Đình An         |                                                                            | Phó Chủ nhiệm Tổng bộ Chính trị Quân Giải phóng Nhân dân Trung Quốc                                                                                                   |                   | Phó Chủ nhiệm Bộ Công tác Chính trị Quân ủy Trung ương | 1/2016-10/2017    |                                                       |
| 166 | Lưu Hạc            |                                                                            | Bí thư Đảng bộ Trung tâm Nghiên cứu Phát triển Quốc vụ viện |                   | Chủ nhiệm Văn phòng Tiểu ban Lãnh đạo Kinh tế Tài chính Trung ương                                                                                                  | 3/2013-10/2017    |                                                       |
| 167 | Lưu Vân Sơn        |                                                                            | Trưởng ban Tuyên truyền Trung ương Đảng |                   | Bí thư thứ nhất Ban Bí thư Trung ương Đảng Hiệu trưởng trường Đảng Trung ương Chủ nhiệm Ủy ban Kiến thiết Văn minh Tinh thần Trung ương                             | 11/2012-10/2017   |                                                       |
| 168 | Lưu Á Châu         |                                                                            | Chính ủy Đại học Quốc phòng Quân Giải phóng Nhân dân Trung Quốc |                   | Chính ủy Đại học Quốc phòng Quân Giải phóng Nhân dân Trung Quốc | 11/2012-2/2017    |                                                       |
| 169 | Hạ Bảo Long        |                                                                            | Tỉnh trưởng Chính phủ Nhân dân tỉnh Chiết Giang |                   | Bí thư Tỉnh ủy Chiết Giang | 12/2013-4/2017    |                                                       |
| 169 | Hạ Bảo Long        | Phó Chủ nhiệm Ủy ban Bảo vệ Tài nguyên và Môi trường Nhân Đại Toàn quốc    | Tỉnh trưởng Chính phủ Nhân dân tỉnh Chiết Giang | 4/2017-10/2017    | |                   |                                                       |
| 170 | Thiết Ngưng        |                                                                            | Chủ tịch Hiệp hội Tác gia Trung Quốc |                   | Chủ tịch Hội Liên hiệp giới Văn học Nghệ thuật Chủ tịch Hiệp hội Tác gia Trung Quốc                                                                                 | 12/2016-10/2017   | nữ                                                    |
| 171 | Từ Thủ Thịnh       |                                                                            | Tỉnh trưởng Chính phủ Nhân dân tỉnh Hồ Nam |                   | Bí thư Tỉnh ủy Hồ Nam | 4/2013-8/2016     |                                                       |
| 171 | Từ Thủ Thịnh       | Phó Chủ nhiệm Ủy ban Nông thôn và Nông nghiệp Nhân Đại Toàn quốc           | Tỉnh trưởng Chính phủ Nhân dân tỉnh Hồ Nam | 8/2016-10/2017    | |                   |                                                       |
| 172 | Từ Thiệu Sử        |                                                                            | Bộ trưởng Bộ Đất đai Lãnh thổ |                   | Chủ nhiệm Ủy ban Cải cách Phát triển Nhà nước | 3/2013-2/2017     |                                                       |
| 173 | Từ Phấn Lâm        |                                                                            | Tổng Tư lệnh Quân khu Quảng Châu |                   | Phó Tổng Tham mưu trưởng Bộ Tham mưu Liên hiệp Quân ủy Trung ương                                                                                                   | 1/2016-10/2017    |                                                       |
| 174 | Cao Hổ Thành       |                                                                            | Đại biểu đàm phán mậu dịch Quốc tế Bộ Thương mại |                   | Bộ trưởng Bộ Thương mại | 3/2013-2/2017     |                                                       |
| 175 | Quách Thành Côn    |                                                                            | Bí thư Khu ủy Khu tự trị Dân tộc Tráng Quảng Tây |                   | Bộ trưởng Bộ Công An | 12/2012-10/2017   |                                                       |
| 176 | Quách Kim Long     |                                                                            | Bí thư Thành ủy Bắc Kinh |                   | Phó Chủ nhiệm Ủy ban Kiến thiết Văn minh Tinh thần Trung ương | 5/2017-10/2017    |                                                       |
| 177 | Quách Canh Mậu     |                                                                            | Tỉnh trưởng Chính phủ Nhân dân tỉnh Hà Nam |                   | Bí thư Tỉnh ủy Hà Nam | 3/2013-3/2016     |                                                       |
| 177 | Quách Canh Mậu     | Phó Chủ nhiệm Ủy ban Nông thôn và Nông nghiệp Nhân Đại Toàn quốc           | Tỉnh trưởng Chính phủ Nhân dân tỉnh Hà Nam | 3/2016-10/2017    | |                   |                                                       |
| 178 | Quách Thụ Thanh    |                                                                            | Chủ tịch Ủy ban Giám sát và Quản lý Chứng khoán |                   | Tỉnh trưởng Chính phủ Nhân dân tỉnh Sơn Đông | 3/2013-3/2017     |                                                       |
| 178 | Quách Thụ Thanh    | Chủ tịch Ủy ban Quản lý Giám sát tài sản Ngân hàng Trung Quốc              | Chủ tịch Ủy ban Giám sát và Quản lý Chứng khoán | 3/2017-10/2017    | |                   |                                                       |
| 179 | Hoàng Hưng Quốc    |                                                                            | Thị trưởng Chính phủ Nhân dân Thiên Tân |                   | Quyền Bí thư Thành ủy Thiên Tân Thị trưởng Chính phủ Nhân dân Thiên Tân                                                                                             | 12/2014-9/2016    | Tước Đảng tịch                                        |
| 180 | Hoàng Kì Phàm      |                                                                            | Thị trưởng Chính phủ Nhân dân Trùng Khánh |                   | Phó Chủ nhiệm Ủy ban Kinh tế Tài chính Nhân Đại Toàn quốc | 2/2017-10/2017    |                                                       |
| 181 | Hoàng Thụ Hiền     |                                                                            | Phó Bí thư Ủy ban Kiểm tra Kỷ luật Trung ương Đảng |                   | Bộ trưởng Bộ Dân Chính | 11/2016-10/2017   |                                                       |
| 182 | Tào Kiến Minh      |                                                                            | Viện trưởng Viện Kiểm sát Nhân dân Tối cao |                   | Viện trưởng Viện Kiểm sát Nhân dân Tối cao | 11/2012-10/2017   |                                                       |
| 183 | Thích Kiến Quốc    |                                                                            | Phó Tổng Tham mưu trưởng Quân Giải phóng Nhân dân Trung Quốc |                   | Phó Tổng Tham mưu trưởng Bộ Tham mưu Liên hiệp Quân ủy Trung ương                                                                                                   | 1/2016-10/2017    |                                                       |
| 184 | Thường Vạn Toàn    |                                                                            | Bộ trưởng Tổng bộ Trang bị Quân Giải phóng Nhân dân Trung Quốc |                   | Bộ trưởng Bộ Quốc phòng | 3/2013-10/2017    |                                                       |
| 185 | Lộc Tâm Xã         |                                                                            | Tỉnh trưởng Chính phủ Nhân dân tỉnh Giang Tây |                   | Bí thư Tỉnh ủy Giang Tây | 6/2016-10/2017    |                                                       |
| 186 | Bành Dũng          |                                                                            | Tổng Tư lệnh Quân khu Tân Cương |                   | Ủy viên Quân ủy Trung ương | 1/2017-10/2017    |                                                       |
| 187 | Bành Thanh Hoa     |                                                                            | Chủ nhiệm Văn phòng Liên lạc Đặc khu hành chính Hongkong thường trú Chính phủ Trung ương                                                                              |                   | Bí thư Khu ủy Khu tự trị Dân tộc Tráng Quảng Tây | 12/2012-10/2017   |                                                       |
| 188 | Tưởng Định Chi     |                                                                            | Tỉnh trưởng Chính phủ Nhân dân Hải Nam |                   | Bí thư Tỉnh ủy Giang Tô | 1/2015-10/2017    |                                                       |
| 189 | Tưởng Kiến Quốc    |                                                                            | Bí thư Tổng cục Xuất bản báo chí, phát thanh truyền hình Quốc gia |                   | Chủ nhiệm Văn phòng Tuyên truyền Đối ngoại Trung ương | 1/2015-10/2017    |                                                       |
| 190 | Tưởng Khiết Mẫn    |                                                                            | Tổng Giám đốc Tập đoàn Dầu khí Thiên nhiên Trung Quốc |                   | Chủ nhiệm Ủy ban Quản lý Giám sát Tài sản Quốc vụ viện | 3/2013-12/2013    | Tước Đảng tịch                                        |
| 191 | Hàn Chính          |                                                                            | Bí thư Thành ủy Thượng Hải |                   | Bí thư Thành ủy Thượng Hải | 11/2012-10/2017   |                                                       |
| 192 | Hàn Trường Phú     |                                                                            | Bộ trưởng Bộ Nông nghiệp |                   | Bộ trưởng Bộ Nông nghiệp | 11/2012-10/2017   |                                                       |
| 193 | Tiêu Hoán Thành    |                                                                            | Cục trưởng Cục Quản lý sự vụ cơ quan Quốc vụ viện |                   | Phó Chủ nhiệm Ủy ban kiều bào Đài Loan, Macao, Hongkong Chính Hiệp Toàn quốc                                                                                        | 10/2015-10/2017   |                                                       |
| 194 | Tạ Phục Chiêm      |                                                                            | Chủ nhiệm Văn phòng Nghiên cứu Quốc vụ viện |                   | Tỉnh trưởng Chính phủ Nhân dân Hà Nam | 4/2013-3/2016     |                                                       |
| 194 | Tạ Phục Chiêm      | Bí thư Tỉnh ủy Hà Nam                                                      | Chủ nhiệm Văn phòng Nghiên cứu Quốc vụ viện | 3/2016-10/2017    | |                   |                                                       |
| 195 | Cường Vệ           |                                                                            | Bí thư Tỉnh ủy Thanh Hải |                   | Bí thư Tỉnh ủy Giang Tây | 3/2013-6/2016     |                                                       |
| 195 | Cường Vệ           | Phó Chủ nhiệm Ủy ban Tư pháp Nội vụ Nhân Đại Toàn quốc                     | Bí thư Tỉnh ủy Thanh Hải | 6/2016-10/2017    | |                   |                                                       |
| 196 | Lâu Kế Vĩ          |                                                                            | Giám đốc Công ty trách nhiệm hữu hạn Đầu tư Trung Quốc |                   | Bộ trưởng Bộ Tài chính | 3/2013-11/2016    |                                                       |
| 196 | Lâu Kế Vĩ          | Giám đốc Quỹ An sinh Xã hội Quốc vụ viện                                   | Giám đốc Công ty trách nhiệm hữu hạn Đầu tư Trung Quốc | 11/2016-10/2017   | |                   |                                                       |
| 197 | Giải Chấn Hoa      |                                                                            | Phó Chủ nhiệm Ủy ban Cải cách và phát triển Quốc gia |                   | Phó Chủ nhiệm Ủy ban Môi trường Tài nguyên Nhân khẩu Toàn quốc | 2/2015-10/2017    |                                                       |
| 198 | Trữ Ích Dân        |                                                                            | Chính ủy Quân khu Thẩm Dương |                   | Chính ủy Chiến khu Bắc Bộ Quân ủy Trung ương | 2/2016-10/2017    |                                                       |
| 199 | Thái Vũ            |                                                                            | Bộ trưởng Bộ Văn hóa |                   | Phó Chủ nhiệm Ủy ban Đối ngoại Chính Hiệp Toàn quốc | 2/2015-10/2017    |                                                       |
| 200 | Thái Danh Chiếu    |                                                                            | Tổng Biên tập Nhân dân Nhật báo |                   | Phó Trưởng ban Tuyên truyền Trung ương | 5/2013-12/2014    |                                                       |
| 200 | Thái Danh Chiếu    | Bí thư Đảng ủy Tân Hoa xã                                                  | Tổng Biên tập Nhân dân Nhật báo | 12/2014-10/2017   | |                   |                                                       |
| 201 | Thái Anh Đĩnh      |                                                                            | Tổng Tư lệnh Quân khu Nam Kinh |                   | Viện trưởng Viện Khoa học Quân sự | 2/2016-10/2017    |                                                       |
| 202 | Thái phó Triều     |                                                                            | Cục trưởng Tổng cục Quảng bá Điện ảnh Thị trường |                   | Phó Chủ tịch Ủy ban Y tế, Văn hóa, Khoa học, Giáo dục Chính Hiệp Toàn quốc                                                                                          | 9/2016-10/2017    |                                                       |
| 203 | Lạc Thụ Cương      |                                                                            | Phó Trưởng ban Thường vụ Ban Tuyên truyền Trung ương Đảng |                   | Bộ trưởng Bộ Văn hóa | 12/2014-10/2017   |                                                       |
| 204 | Ngụy Lượng         |                                                                            | Chính ủy Quân khu Quảng Châu |                   | Chính ủy Chiến khu Nam Bộ Quân ủy Trung ương | 1/2016-10/2017    |                                                       |
| 205 | Ngụy Phượng Hòa    |                                                                            | Tổng Tư lệnh Lực lượng Pháo binh thứ 2 |                   | Tổng Tư lệnh Quân chủng Tên lửa Chiến lược | 12/2015-10/2017   |                                                       |
| 206 | Mã Kiến Đường      |                                                                            | Cục trưởng Cục Thống kê Quốc gia |                   | Phó Viện trưởng Học viện Hành chính Quốc gia | 4/2015-10/2017    | Bầu bổ sung 10/2014                                   |
| 207 | Vương Tác An       |                                                                            | Cục trưởng Cục sự vụ Tín ngưỡng Quốc gia |                   | Cục trưởng Cục sự vụ Tín ngưỡng Quốc gia | 10/2014-10/2017   | Bầu bổ sung 10/2014                                   |
| 208 | Mao Vạn Xuân       |                                                                            | Trưởng ban Ban Tổ chức Tỉnh ủy Thiểm Tây |                   | Phó Bí thư Tỉnh ủy Thiểm Tây | 10/2016-10/2017   | Bầu bổ sung 10/2014                                   |
| 209 | Lưu Hiểu Khải      |                                                                            | Trưởng ban Ban Công tác Mặt trận thống nhất Tỉnh ủy Quý Châu |                   | Trưởng ban Ban Công tác Mặt trận thống nhất Tỉnh ủy Quý Châu | 10/2015-10/2017   | Bầu bổ sung 10/2015 Dân tộc Miêu                      |
| 210 | Trần Chí Vinh      |                                                                            | Bí thư Ủy ban Chính Pháp Tỉnh ủy Hải Nam |                   | Bí thư Ủy ban Chính Pháp Tỉnh ủy Hải Nam | 10/2015-8/2016    | Bầu bổ sung 10/2015 Mất khi đang tại nhiệm Dân tộc Lê |
| 211 | Kim Chấn Cát       |                                                                            | Bí thư Ủy ban Chính Pháp Tỉnh ủy Cát Lâm |                   | Phó Chủ tịch Chính Hiệp tỉnh Cát Lâm | 5/2017-10/2017    | Bầu bổ sung 10/2015 Người Triều Tiên                  |
| 212 | Triệu Hiến Canh    |                                                                            | Phó Viện trưởng Viện Công trình Trung Quốc |                   | Phó Viện trưởng Viện Công trình Trung Quốc | 10/2016-10/2017   | Bầu bổ sung 10/2016                                   |
| 213 | Hàm Huy            |                                                                            | Chủ tịch Chính phủ Nhân dân Khu tự trị Dân tộc Hồi Ninh Hạ |                   | Chủ tịch Chính phủ Nhân dân Khu tự trị Dân tộc Hồi Ninh Hạ | 10/2016-10/2017   | Bầu bổ sung 10/2016 nữ, người Hồi                     |
| 214 | Thôi Ba            |                                                                            | Phó Bí thư Khu ủy Khu tự trị Hồi Ninh Hạ |                   | Phó Bí thư Khu ủy Khu tự trị Hồi Ninh Hạ | 11/2012-4/2017    | Bầu bổ sung 10/2017                                   |
| 215 | Thư Hiểu Cầm       |                                                                            | Cục trưởng Cục Thông tin Quốc gia |                   | Cục trưởng Cục Thông tin Quốc gia | 10/2017           | Bầu bổ sung 10/2017 nữ                                |
| 216 | Mã Thuận Thanh     |                                                                            | Phó Chủ tịch Chính phủ Nhân dân Khu tự trị Dân tộc Hồi Ninh Hạ |                   | Phó Chủ tịch Chính phủ Nhân dân Khu tự trị Dân tộc Hồi Ninh Hạ | 10/2017           | Bầu bổ sung 10/2017 Người Hồi                         |
| 217 | Vương Kiến Quân    |                                                                            | Tỉnh trưởng Chính phủ Nhân dân Thanh Hải |                   | Tỉnh trưởng Chính phủ Nhân dân Thanh Hải | 10/2017           | Bầu bổ sung 10/2017                                   |
| 218 | Lý Cường           |                                                                            | Bí thư Tỉnh ủy Giang Tô |                   | Bí thư Tỉnh ủy Giang Tô | 10/2017           | Bầu bổ sung 10/2017                                   |
| 219 | Trần Vũ            |                                                                            | Chủ tịch Chính phủ Nhân dân Khu tự trị Dân tộc Tráng Quảng Tây |                   | Chủ tịch Chính phủ Nhân dân Khu tự trị Dân tộc Tráng Quảng Tây | 10/2017           | Bầu bổ sung 10/2017 Người Tráng                       |
| 220 | Trần Minh Minh     |                                                                            | Phó Tỉnh trưởng Chính phủ Nhân dân tỉnh Quý Châu |                   | Phó Tỉnh trưởng Chính phủ Nhân dân tỉnh Quý Châu | 10/2017           | Bầu bổ sung 10/2017 Người Bố Y                        |
| 221 | Triệu Lập Hùng     |                                                                            | Phó Chủ nhiệm Nhân Đại tỉnh Vân Nam |                   | Phó Chủ nhiệm Nhân Đại tỉnh Vân Nam | 10/2017           | Bầu bổ sung 10/2017 người Bạch                        |
| 222 | Triệu Thụ Tùng     |                                                                            | Chủ tịch Hiệp hội Lâm nghiệp Trung Quốc |                   | Chủ tịch Hiệp hội Lâm nghiệp Trung Quốc | 10/2017           | Bầu bổ sung 10/2017                                   |
| 223 | Đoàn Xuân Hoa      |                                                                            | Phó Thị trưởng Chính phủ Nhân dân Thiên Tân |                   | Phó Thị trưởng Chính phủ Nhân dân Thiên Tân | 10/2017           | Bầu bổ sung 10/2017                                   |
| 224 | Losang Jamcan      |                                                                            | Chủ tịch Nhân Đại Khu tự trị Tây Tạng |                   | Chủ tịch Nhân Đại Khu tự trị Tây Tạng | 10/2017           | Bầu bổ sung 10/2017 Người Tạng                        |

## Ủy viên Dự khuyết Trung ương
| STT | Họ tên             | Chức vụ khi được bầu                                                                     | Chức vụ khi được bầu                                                                       | Chức vụ đảm nhiệm | Chức vụ đảm nhiệm | Chức vụ đảm nhiệm | Ghi chú                                       |
| STT | Họ tên             | Chức vụ khi được bầu                                                                     | Chức vụ khi được bầu                                                                       | Chức vụ           | Chức vụ | Nhiệm kỳ          | Ghi chú                                       |
| --- | ------------------ | ---------------------------------------------------------------------------------------- | ------------------------------------------------------------------------------------------ | ----------------- | --- | ----------------- | --------------------------------------------- |
| 1   | Mã Kiến Đường      |                                                                                          | Cục trưởng Cục Thống kê Quốc gia                                                           |                   | Cục trưởng Cục Thống kê Quốc gia | 11/2012-10/2014   | Trở thành Ủy viên Trung ương                  |
| 2   | Vương Tác An       |                                                                                          | Cục trưởng Cục sự vụ Tín ngưỡng Quốc gia                                                   |                   | Cục trưởng Cục sự vụ Tín ngưỡng Quốc gia                                                                                               | 11/2012-10/2014   | Trở thành Ủy viên Trung ương                  |
| 3   | Mao Vạn Xuân       |                                                                                          | Bí thư Thành ủy Lạc Dương                                                                  |                   | Trưởng ban Ban Tổ chức Tỉnh ủy Thiểm Tây                                                                                               | 5/2013-10/2014    | Trở thành Ủy viên Trung ương                  |
| 4   | Lưu Hiểu Khải      |                                                                                          | Trưởng ban Ban Công tác Mặt trận thống nhất Tỉnh ủy Quý Châu                               |                   | Trưởng ban Ban Công tác Mặt trận thống nhất Tỉnh ủy Quý Châu                                                                           | 11/2012-10/2015   | Người H'Mông Trở thành Ủy viên Trung ương     |
| 5   | Trần Chí Vinh      |                                                                                          | Phó Tỉnh trưởng Chính phủ Nhân dân Hải Nam                                                 |                   | Bí thư Ủy ban Chính Pháp Tỉnh ủy Hải Nam                                                                                               | 5/2015-10/2015    | Người Lê Trở thành Ủy viên Trung ương         |
| 6   | Kim Chấn Cát       |                                                                                          | Bí thư Ủy ban Chính Pháp Tỉnh ủy Cát Lâm                                                   |                   | Bí thư Ủy ban Chính Pháp Tỉnh ủy Cát Lâm                                                                                               | 11/2012-10/2015   | Người Triều Tiên Trở thành Ủy viên Trung ương |
| 7   | Triệu Hiến Canh    |                                                                                          | Viện trưởng Viện Nghiên cứu Vật lý Công trình Trung Quốc                                   |                   | Phó Viện trưởng Viện Công trình Trung Quốc                                                                                             | 9/2015-10/2016    | Trở thành Ủy viên Trung ương                  |
| 8   | Hàm Huy            |                                                                                          | Viện trưởng Học viện Hành chính Cam Túc                                                    |                   | Phó Bí thư Khu ủy Phó Chủ tịch Chính phủ Nhân dân Khu tự trị Dân tộc Hồi Ninh Hạ                                                       | 6/2016-10/2016    | Nữ Người Hồi Trở thành Ủy viên Trung ương     |
| 9   | Mạc Kiến Thành     |                                                                                          | Trưởng ban Ban Tổ chức Tỉnh ủy Giang Tây                                                   |                   | Phó Bí thư Tỉnh ủy Giang Tây | 1/2015-12/2015    | Khai trừ khỏi Đảng                            |
| 9   | Mạc Kiến Thành     | Trưởng ban Ban Kiểm tra Kỷ luật Bộ Tài chính tại Ủy ban Kiểm tra Kỷ luật Trung ương      | Trưởng ban Ban Tổ chức Tỉnh ủy Giang Tây                                                   | 12/2015-8/2017    | |                   | Khai trừ khỏi Đảng                            |
| 10  | Thôi Ba            |                                                                                          | Phó Bí thư Khu ủy Khu tự trị Hồi Ninh Hạ                                                   |                   | Phó Bí thư Khu ủy Khu tự trị Hồi Ninh Hạ                                                                                               | 11/2012-4/2017    | Trở thành Ủy viên Trung ương                  |
| 11  | Thư Hiểu Cầm       |                                                                                          | Giám đốc Sở Công an Giang Tây                                                              |                   | Cục trưởng Cục Thông tin Quốc gia | 4/2013-10/2017    | nữ Trở thành Ủy viên Trung ương               |
| 12  | Mã Thuận Thanh     |                                                                                          | Phó Tỉnh trưởng Chính phủ Nhân dân Thanh Hải                                               |                   | Chủ tịch Tổng Công Hội tỉnh Thanh Hải                                                                                                  | 5/2015-3/2017     | người Hồi Trở thành Ủy viên Trung ương        |
| 12  | Mã Thuận Thanh     | Phó Chủ tịch Chính phủ Nhân dân Khu tự trị Dân tộc Hồi Ninh Hạ                           | Phó Tỉnh trưởng Chính phủ Nhân dân Thanh Hải                                               | 3/2017-10/2017    | |                   | người Hồi Trở thành Ủy viên Trung ương        |
| 13  | Vương Kiến Quân    |                                                                                          | Phó Bí thư Tỉnh ủy Thanh Hải                                                               |                   | Tỉnh trưởng Chính phủ Nhân dân Thanh Hải                                                                                               | 12/2016-10/2017   |                                               |
| 14  | Chu Minh Quốc      |                                                                                          | Phó Bí thư Tỉnh ủy Quảng Đông                                                              |                   | Chủ tịch Chính Hiệp tỉnh Quảng Đông | 1/2013-11/2014    | Người Lê Khai trừ khỏi Đảng                   |
| 15  | Lưu Học Phổ        |                                                                                          | Bí thư Chính Pháp thành ủy Trùng Khánh                                                     |                   | Bí thư Chính Pháp thành ủy Trùng Khánh                                                                                                 | 11/2012-5/2017    | Người Thổ Gia                                 |
| 16  | Lý Cường           |                                                                                          | Tỉnh trưởng Chính phủ Nhân dân Giang Tô                                                    |                   | Bí thư Tỉnh ủy Giang Tô | 4/2016-10/2017    | Trở thành Ủy viên Trung ương                  |
| 17  | Dương Sùng Dũng    |                                                                                          | Phó Tỉnh trưởng Chính phủ Nhân dân Hà Bắc                                                  |                   | Phó Tỉnh trưởng Chính phủ Nhân dân Hà Bắc                                                                                              | 11/2012-1/2016    | Người Mãn Khai trừ khỏi Đảng                  |
| 18  | Dư Viễn Huy        |                                                                                          | Tổng Thư ký Khu ủy Khu tự trị Dân tộc Choang Quảng Tây                                     |                   | Bí thư Thành ủy Nam Ninh | 5/2013-5/2015     | Người Dao Khai trừ khỏi Đảng                  |
| 19  | Trần Vũ            |                                                                                          | Bí thư Thành ủy Nam Ninh                                                                   |                   | Chủ tịch Chính phủ Nhân dân Khu tự trị Dân tộc Choang Quảng Tây                                                                        | 4/2013-10/2017    | Người Tráng Trở thành Ủy viên Trung ương      |
| 20  | Trần Minh Minh     |                                                                                          | Bí thư Châu ủy Châu tự trị Dân tộc Bố Y và Miêu Kiềm Tây Nam                               |                   | Phó Tỉnh trưởng Chính phủ Nhân dân tỉnh Quý Châu                                                                                       | 1/2013-10/2017    | Người Bố Y Trở thành Ủy viên Trung ương       |
| 21  | Trúc Diên Phong    |                                                                                          | Phó Bí thư Tỉnh ủy Cát Lâm                                                                 |                   | Tổng Giám đốc Công ty Xe lửa Đông Phong                                                                                                | 5/2015-10/2017    |                                               |
| 22  | Trịnh Quần Lương   |                                                                                          | Tư lệnh Quân chủng Không quân Quân khu Nam Kinh                                            |                   | Phó Tổng Tư lệnh Quân chủng Không quân                                                                                                 | 7/2013-10/2017    |                                               |
| 23  | Triệu Kim          |                                                                                          | Trưởng ban Ban Tuyên truyền Tỉnh ủy Vân Nam                                                |                   | Trưởng ban Ban Tuyên truyền Tỉnh ủy Vân Nam                                                                                            | 11/2012-10/2017   | Người Di                                      |
| 24  | Triệu Lập Hùng     |                                                                                          | Chủ nhiệm Ủy ban Dân tộc Miêu Vân Nam                                                      |                   | Chủ nhiệm Ủy ban Tôn giáo Dân tộc Miêu Vân Nam                                                                                         | 8/2014-2/2016     | Người Bạch Trở thành Ủy viên Trung ương       |
| 24  | Triệu Lập Hùng     | Phó Chủ nhiệm Nhân Đại tỉnh Vân Nam                                                      | Chủ nhiệm Ủy ban Dân tộc Miêu Vân Nam                                                      | 1/2016-10/2017    | |                   | Người Bạch Trở thành Ủy viên Trung ương       |
| 25  | Triệu Thụ Tùng     |                                                                                          | Chủ tịch Hiệp hội Lâm nghiệp Trung Quốc                                                    |                   | Chủ tịch Hiệp hội Lâm nghiệp Trung Quốc                                                                                                | 11/2012-10/2017   | Trở thành Ủy viên Trung ương                  |
| 26  | Đoàn Xuân Hoa      |                                                                                          | Tổng Thư ký Thành ủy Thiên Tân                                                             |                   | Phó Thị trưởng Chính phủ Nhân dân Thiên Tân                                                                                            | 1/2015-10/2017    | Trở thành Ủy viên Trung ương                  |
| 27  | Losang Jamcan      |                                                                                          | Chủ tịch Chính phủ Nhân dân Khu tự trị Tây Tạng                                            |                   | Chủ tịch Nhân Đại Khu tự trị Tây Tạng                                                                                                  | 1/2017-10/2017    | Người Tạng                                    |
| 28  | Tiền Trí Dân       |                                                                                          | Tổng Giám đốc Công ty Tập đoàn Công nghiệp hạt nhân Trung Quốc                             |                   | Tổng Giám đốc Công ty Tập đoàn Công nghiệp hạt nhân Trung Quốc                                                                         | 11/2012-10/2017   |                                               |
| 29  | Cao Tân            |                                                                                          | Tham mưu trưởng Lực lượng Pháo binh số 2                                                   |                   | Trợ lý Tổng Tham mưu trưởng Quân Giải phóng Nhân dân                                                                                   | 7/2014-12/2014    |                                               |
| 29  | Cao Tân            | Viện trưởng Viện Khoa học Quân sự                                                        | Tham mưu trưởng Lực lượng Pháo binh số 2                                                   | 12/2014-12/2015   | |                   |                                               |
| 29  | Cao Tân            | Tổng Tư lệnh Lực lượng chi viện Chiến lược                                               | Tham mưu trưởng Lực lượng Pháo binh số 2                                                   | 12/2015-10/2017   | |                   |                                               |
| 30  | Cao Quảng Tân      |                                                                                          | Bí thư Thành ủy Trường Xuân                                                                |                   | Phó Bí thư Tỉnh ủy Cát Lâm | 2/2017-10/2017    |                                               |
| 31  | Lương Quốc Dương   |                                                                                          | Hội trưởng Hội nghị liên Đồng bào Đài Loan Toàn quốc Trung Quốc                            |                   | Hội trưởng Hội nghị liên Đồng bào Đài Loan Toàn quốc Trung Quốc                                                                        | 11/2012-10/2017   |                                               |
| 32  | Kham Di Cầm        |                                                                                          | Phó Tỉnh trưởng Chính phủ Nhân dân Quý Châu                                                |                   | Phó Bí thư Tỉnh ủy Quý Châu Tỉnh trưởng Chính phủ Nhân dân Quý Châu (9/2017-)                                                          | 4/2015-10/2017    | nữ người Bạch                                 |
| 33  | Hàn Dũng           |                                                                                          | Phó Bí thư Khu ủy Khu tự trị Duy Ngô Nhĩ Tân Cương                                         |                   | Chủ tịch Chính Hiệp Thiểm Tây | 1/2016-10/2017    |                                               |
| 34  | Lý Tiểu Bằng       |                                                                                          | Tỉnh trưởng Chính phủ Nhân dân Sơn Tây                                                     |                   | Bộ trưởng Bộ Giao thông vận tải | 9/2016            |                                               |
| 35  | Lam Thiên Lập      |                                                                                          | Phó Chủ tịch Chính phủ Nhân dân Dân tộc Choang Quảng Tây                                   |                   | Phó Chủ tịch Chính phủ Nhân dân Dân tộc Choang Quảng Tây                                                                               | 11/2012-10/2017   | người Tráng                                   |
| 36  | Chiêm Văn Long     |                                                                                          | Phó Viện trưởng Viện Khoa học Trung Quốc                                                   |                   | Phó Chủ nhiệm Văn phòng Thực nghiệm Gia tốc Ion nặng Quốc gia Lan Châu                                                                 | 4/2016-10/2017    |                                               |
| 37  | Phan Lương Thì     |                                                                                          | Tư lệnh Tập đoàn quân 39 Lục quân                                                          |                   | Tư lệnh Khu phòng vệ Bắc Kinh | 12/2013-7/2016    |                                               |
| 37  | Phan Lương Thì     | Phó Tổng tư lệnh Lục quân                                                                | Tư lệnh Tập đoàn quân 39 Lục quân                                                          | 7/2016-10/2017    | |                   |                                               |
| 38  | Ngải Hổ Sinh       |                                                                                          | Phó Tư lệnh Quân khu Thành Đô                                                              |                   | Phó Tư lệnh Quân khu Thành Đô | 11/2012-12/2014   |                                               |
| 39  | Danko              |                                                                                          | Trưởng ban Ban Công tác Mặt trận Thống nhất Tỉnh ủy Thanh Hải                              |                   | Trưởng ban Ban Công tác Mặt trận Thống nhất Khu ủy Khu Tự trị Tây Tạng                                                                 | 11/2016-10/2017   | người Tạng                                    |
| 40  | Nhậm Học Phong     |                                                                                          | Phó Thị trưởng Chính phủ Nhân dân Thiên Tân                                                |                   | Bí thư Thành ủy Quảng Châu Phó Bí thư Tỉnh ủy Quảng Đông (2/2017-)                                                                     | 8/2014-10/2017    |                                               |
| 41  | Lưu Thắng          |                                                                                          | Phó Bộ trưởng Bộ Tổng Trang bị                                                             |                   | Phó Bộ trưởng Bộ Phát triển Trang bị Quân ủy Trung ương                                                                                | 3/2016-10/2017    |                                               |
| 42  | Lưu Huệ            |                                                                                          | Chủ tịch Chính phủ Nhân dân Khu tự trị Hồi Ninh Hạ                                         |                   | Phó Chủ tịch Ủy ban Dân tộc Quốc gia                                                                                                   | 7/2016-10/2017    | nữ Người Hồi                                  |
| 43  | Lý Sĩ Tường        |                                                                                          | Phó Thị trưởng Chính phủ Nhân dân Bắc Kinh                                                 |                   | Phó Chủ tịch Chính Hiệp Bắc Kinh | 1/2017-10/2017    |                                               |
| 44  | Lý Bảo Thiện       |                                                                                          | Tổng Biên tập Tạp chí Cầu Thị                                                              |                   | Tổng Biên tập Nhân dân Nhật báo | 4/2014-10/2017    |                                               |
| 45  | Lý Gia Dương       |                                                                                          | Viện trưởng Viện Khoa học Nông nghiệp Trung Quốc                                           |                   | Viện trưởng Viện Khoa học Nông nghiệp Trung Quốc                                                                                       | 11/2012-12/2016   |                                               |
| 46  | Dương Nhạc         |                                                                                          | Bí thư Thành ủy Phúc Châu                                                                  |                   | Phó Tỉnh trưởng Chính phủ Nhân dân Giang Tô                                                                                            | 6/2016-10/2017    |                                               |
| 47  | Dương Học Quân     |                                                                                          | Hiệu trưởng Trường Đại học Khoa học Kỹ thuật Quốc phòng Quân Giải phóng Nhân dân           |                   | Viện trưởng Viện Khoa học Quân sự Quân Giải phóng Nhân dân                                                                             | 7/2017-10/2017    |                                               |
| 48  | Trương Kiệt        |                                                                                          | Hiệu trưởng Đại học Giao thông Thượng Hải                                                  |                   | Phó Viện trưởng Viện Khoa học Trung Quốc                                                                                               | 2/2017-10/2017    |                                               |
| 49  | Trương Đại Lê      |                                                                                          | Trưởng ban Công tác Mặt trận thống nhất Thành ủy Bắc Kinh                                  |                   | Trưởng ban Công tác Mặt trận thống nhất Thành ủy Bắc Kinh                                                                              | 11/2012-4/2015    | nữ nghỉ hưu                                   |
| 50  | Trương Kiến Bình   |                                                                                          | Tư lệnh Không quân Quân khu Quảng Châu                                                     |                   | Phó Tư lệnh Quân chủng Không quân Quân Giải phóng Nhân dân                                                                             | 4/2013-10/2017    |                                               |
| 51  | Trần Xuyên Bình    |                                                                                          | Bí thư Tỉnh ủy Thái Nguyên                                                                 |                   | Bí thư Tỉnh ủy Thái Nguyên | 11/2012-8/2014    | Khai trừ khỏi Đảng                            |
| 52  | Hác Bằng           |                                                                                          | Bí thư Ủy ban Chính Pháp Khu ủy Tây Tạng                                                   |                   | Phó Bí thư Tỉnh ủy Tây Tạng Tỉnh trưởng Chính phủ Nhân dân Thanh Hải                                                                   | 4/2013-12/2016    |                                               |
| 52  | Hác Bằng           | Bí thư Đảng ủy Ủy ban Quản lý giám sát tài sản Quốc vụ viện                              | Bí thư Ủy ban Chính Pháp Khu ủy Tây Tạng                                                   | 12/2016-10/2017   | |                   |                                               |
| 53  | Kha Tôn Bình       |                                                                                          | Trưởng ban Tổ chức Tỉnh ủy Tứ Xuyên                                                        |                   | Phó Bí thư Thường trực Tỉnh ủy Tứ Xuyên                                                                                                | 4/2013-3/2015     |                                               |
| 53  | Kha Tôn Bình       | Chủ tịch Hội nghị Chính trị Hiệp thương Nhân dân tỉnh Tứ Xuyên                           | Trưởng ban Tổ chức Tỉnh ủy Tứ Xuyên                                                        | 1/2015-10/2017    | |                   |                                               |
| 54  | Lâu Cần Kiệm       |                                                                                          | Phó Tỉnh trưởng Chính phủ Nhân dân tỉnh Thiểm Tây                                          |                   | Tỉnh trưởng Chính phủ Nhân dân tỉnh Thiêm Tây                                                                                          | 12/2012-4/2016    |                                               |
| 54  | Lâu Cần Kiệm       | Bí thư Tỉnh ủy Thiểm Tây                                                                 | Phó Tỉnh trưởng Chính phủ Nhân dân tỉnh Thiểm Tây                                          | 3/2016-10/2017    | |                   |                                               |
| 55  | Diêu Dẫn Lương     |                                                                                          | Bí thư Thành ủy Diên An                                                                    |                   | Phó Tỉnh trưởng Chính phủ Nhân dân tỉnh Thiểm Tây                                                                                      | 6/2015-12/2016    |                                               |
| 55  | Diêu Dẫn Lương     | Phó Chủ nhiệm Thường vụ Nhân Đại tỉnh Thiểm Tây                                          | Bí thư Thành ủy Diên An                                                                    | 1/2017-10/2017    | |                   |                                               |
| 56  | Hạ Kiệt            |                                                                                          | Trưởng ban Công tác Mặt trận Thống nhất tỉnh ủy Hắc Long Giang                             |                   | Trưởng ban Tổ chức Tỉnh ủy Hà Nam | 8/2012-2/2017     | nữ người Hồi                                  |
| 56  | Hạ Kiệt            | Bí thư Ban Bí thư, Phó Chủ tịch Hội Liên hiệp Phụ nữ Toàn quốc                           | Trưởng ban Công tác Mặt trận Thống nhất tỉnh ủy Hắc Long Giang                             | 2/2017-10/2017    | |                   |                                               |
| 57  | Từ Tùng Nam        |                                                                                          | Trưởng ban Tổ chức Thành ủy Trùng Khánh                                                    |                   | Bí thư Ủy ban Kiểm tra Kỉ luật Thành ủy Trùng Khánh                                                                                    | 7/2013-12/2016    |                                               |
| 57  | Từ Tùng Nam        | Chủ tịch Hội nghị Chính trị Hiệp thương Nhân dân thành phố Trùng Khánh                   | Trưởng ban Tổ chức Thành ủy Trùng Khánh                                                    | 12/2016-10/2017   | |                   |                                               |
| 58  | Tưởng Vĩ Liệt      |                                                                                          | Tư lệnh Hạm đội Hải Nam                                                                    |                   | Phó Tư lệnh Quân chủng Hải quân | 12/2014-4/2017    |                                               |
| 59  | Vạn Lập Tuấn       |                                                                                          | Chủ nhiệm Trung tâm Khoa học Phân tử Viện Khoa học Trung Quốc                              |                   | Hiệu trưởng Đại học Khoa học Kỹ thuật Trung Quốc                                                                                       | 3/2015-6/2017     |                                               |
| 59  | Vạn Lập Tuấn       | Chủ tịch Hội Liên hiệp Hoa kiều về nước Toàn quốc                                        | Chủ nhiệm Trung tâm Khoa học Phân tử Viện Khoa học Trung Quốc                              | 6/2017-10/2017    | |                   |                                               |
| 60  | Vương Huy Trung    |                                                                                          | Bí thư Thành ủy Ninh Ba                                                                    |                   | Phó Bí thư Tỉnh ủy Chiết Giang Bí thư Ủy ban Chính Pháp Tỉnh ủy Chiết Giang                                                            | 5/2013-10/2016    |                                               |
| 61  | Ngưu Chí Trung     |                                                                                          | Tham mưu trưởng Lực lượng Cánh sát vũ trang Nhân dân Trung Quốc                            |                   | Phó Tư lệnh Lực lượng Cánh sát vũ trang Nhân dân Trung Quốc                                                                            | 7/2015-4/2016     | Khai trừ khỏi Đảng                            |
| 62  | Đặng Khải          |                                                                                          | Phó Bí thư Tỉnh ủy Hà Nam                                                                  |                   | Phó Chủ tịch Tổng công hội Toàn quốc Trung Hoa                                                                                         | 2/2017-10/2017    |                                               |
| 63  | Diệp Hồng Chuyên   |                                                                                          | Châu trưởng Chính phủ Nhân dân Châu tự trị dân tộc Thổ Gia, dân tộc Miêu Tương Tây         |                   | Bí thư Châu ủy Châu tự trị dân tộc Thổ Gia, dân tộc Miêu Tương Tây                                                                     | 1/2013-10/2017    | Người Thổ Gia                                 |
| 64  | Erkenjan Turahun   |                                                                                          | Chủ tịch Tổng công hội Khu tự trị Tân Cương Duy Ngô Nhĩ                                    |                   | Bí thư Khu ủy Địa khu Tháp Thành | 2/2015-3/2017     | người Duy Ngô Nhĩ                             |
| 64  | Erkenjan Turahun   | Trưởng ban Công tác Mặt trận Thống nhất Tỉnh ủy Hồ Bắc                                   | Chủ tịch Tổng công hội Khu tự trị Tân Cương Duy Ngô Nhĩ                                    | 4/2017-10/2017    | |                   |                                               |
| 65  | Lưu Ngọc Đình      |                                                                                          | Phó cục trưởng Tổng cục Quản lý Hành chính Công thương Quốc gia                            |                   | Phó cục trưởng Tổng cục Quản lý Hành chính Công thương Quốc gia                                                                        | 11/2012-2/2017    |                                               |
| 66  | Lưu Thạch Tuyền    |                                                                                          | Quản lý Tập đoàn Tổng Công ty Công nghiệp Du hành không gian Tam Giang                     |                   | Quản lý Tập đoàn Tổng Công ty Công nghiệp Du hành không gian Tam Giang                                                                 | 11/2012-10/2017   |                                               |
| 67  | Lý Khang           |                                                                                          | Phó Chủ tịch Chính phủ Nhân dân Khu tự trị Dân tộc Tráng Quảng Tây                         |                   | Trưởng ban Công tác Mặt trận Thống nhất Khu ủy Quảng Tây                                                                               | 11/2015-10/2017   | nữ Người Tráng                                |
| 68  | Lý Xương Bình      |                                                                                          | Chủ nhiệm Ủy ban Công nông tỉnh ủy Tứ Xuyên                                                |                   | Phó Chủ nhiệm Ủy ban Dân tộc Quốc gia                                                                                                  | 4/2016-10/2017    | Người Tạng                                    |
| 69  | Dương Vệ Trạch     |                                                                                          | Bí thư Thành ủy Nam Kinh                                                                   |                   | Bí thư Thành ủy Nam Kinh | 11/2012-1/2015    | Khai trừ khỏi Đảng                            |
| 70  | Trần Tả Ninh       |                                                                                          | Viện sĩ Khoa Thông tin và Kỹ thuật Điện tử, Học viện Kỹ thuật Trung Quốc                   |                   | Viện sĩ Khoa Thông tin và Kỹ thuật Điện tử, Học viện Kỹ thuật Trung Quốc                                                               | 11/2012-10/2017   | nữ                                            |
| 71  | Nurlan Abelmanjen  |                                                                                          | Phó Chủ tịch Chính phủ Nhân dân Khu tự trị Duy Ngô Nhĩ Tân Cương                           |                   | Chủ tịch Chính Hiệp Khu tự trị Duy Ngô Nhĩ Tân Cương                                                                                   | 1/2013-10/2017    | Người Kazakh                                  |
| 72  | Lâm Đạc            |                                                                                          | Bí thư Thành ủy Cáp Nhĩ Tân                                                                |                   | Bí thư Ủy ban Kiểm tra Kỷ luật Tỉnh ủy Liêu Ninh                                                                                       | 8/2014-5/2016     |                                               |
| 72  | Lâm Đạc            | Tỉnh trưởng Chính phủ Nhân dân tỉnh Cam Túc                                              | Bí thư Thành ủy Cáp Nhĩ Tân                                                                | 5/2016-4/2017     | |                   |                                               |
| 72  | Lâm Đạc            | Bí thư Tỉnh ủy Cam Túc Chủ nhiệm Ủy ban Thường vụ Đại hội Đại biểu Nhân dân tỉnh Cam Túc | Bí thư Thành ủy Cáp Nhĩ Tân                                                                | 4/2017-10/2017    | |                   |                                               |
| 73  | Kim Tráng Long     |                                                                                          | Chủ tịch Công ty TNHH Máy bay Thương mại Trung Quốc                                        |                   | Chủ tịch Công ty TNHH Máy bay Thương mại Trung Quốc                                                                                    | 11/2012-10/2017   |                                               |
| 74  | Triệu Ái Minh      |                                                                                          | Chủ nhiệm Ủy ban giám sát và quản lý tài sản nhà nước của Chính phủ nhân dân tỉnh Tứ Xuyên |                   | Trưởng ban Ban Tổ chức Tỉnh ủy Giang Tây                                                                                               | 6/2013-10/2017    | nữ                                            |
| 75  | Tần Nghi Trí       |                                                                                          | Phó Chủ tịch Chính phủ Nhân dân Khu tự trị Tây Tạng                                        |                   | Bí thư thứ nhất Ban Bí thư Trung ương Đoàn Thanh niên Cộng sản Trung Quốc                                                              | 3/2013-9/2017     |                                               |
| 76  | Tần Ngân Hà        |                                                                                          | Phó Tổng bộ trưởng Tổng bộ Hậu cần Quân Giải phóng Nhân dân Trung Quốc                     |                   | Phó Tổng bộ trưởng Tổng bộ Hậu cần Quân Giải phóng Nhân dân Trung Quốc                                                                 | 11/2012-12/2014   |                                               |
| 77  | Cao Kiến Quốc      |                                                                                          | Chủ nhiệm Bộ Chính trị Quân khu Thẩm Dương                                                 |                   | Phó Chính ủy Quân khu Thẩm Dương | 12/2013-10/2017   |                                               |
| 78  | Quách Kiếm Ba      |                                                                                          | Viện sĩ Khoa Kỹ thuật Năng lượng và Khai thác, Học viện Kỹ thuật Trung Quốc                |                   | Viện sĩ Khoa Kỹ thuật Năng lượng và Khai thác, Học viện Kỹ thuật Trung Quốc                                                            | 11/2012-10/2017   |                                               |
| 79  | Hoàng Khôn Minh    |                                                                                          | Bí thư Thành ủy Hàng Châu                                                                  |                   | Chủ nhiệm Văn phòng Ủy ban chỉ đạo kiến thiết Văn minh Tinh thần Trung ương Đảng Phó Trưởng ban Ban Tuyên truyền Trung ương Đảng       | 12/2014-10/2017   |                                               |
| 80  | Hoàng Tân Sơ       |                                                                                          | Bí thư Thành ủy Thành Đô                                                                   |                   | Phó Chủ nhiệm Ủy ban Thường vụ Nhân Đại tỉnh Tứ Xuyên                                                                                  | 1/2017-10/2017    |                                               |
| 81  | Tào Thục Mẫn       |                                                                                          | Thành viên Viện Nghiên cứu Viễn thông Bộ Công nghiệp và Công nghệ thông tin                |                   | Thị trưởng Chính phủ Nhân dân Thành phố Ưng Đàm                                                                                        | 8/2016-1/2017     | nữ                                            |
| 81  | Tào Thục Mẫn       | Bí thư Thành ủy Ưng Đàm                                                                  | Thành viên Viện Nghiên cứu Viễn thông Bộ Công nghiệp và Công nghệ thông tin                | 1/2017-10/2017    | |                   |                                               |
| 82  | Cát Tuệ Quân       |                                                                                          | Trưởng ban Tuyên truyền Tỉnh ủy Chiết Giang                                                |                   | Trưởng ban Tuyên truyền Tỉnh ủy Chiết Giang                                                                                            | 11/2012-10/2017   | nữ                                            |
| 83  | Tằng Duy           |                                                                                          | Bí thư Thành ủy Thẩm Dương                                                                 |                   | Phó Chủ nhiệm Ủy ban Thường vụ Nhân Đại tỉnh Liêu Ninh                                                                                 | 1/2017-10/2017    |                                               |
| 84  | Vu Vĩ Quốc         |                                                                                          | Bí thư Thành ủy Hạ Môn                                                                     |                   | Phó Bí thư Tỉnh ủy kiêm Tỉnh trưởng Chính phủ Nhân dân tỉnh Phúc Kiến                                                                  | 4/2013-10/2017    |                                               |
| 85  | Vương Ninh         |                                                                                          | Tham mưu trưởng Quân khu Bắc Kinh                                                          |                   | Phó Tổng Tham mưu trưởng Quân Giải phóng Nhân dân Trung Quốc                                                                           | 7/2013-12/2014    |                                               |
| 85  | Vương Ninh         | Tổng Tư lệnh Lực lượng Cảnh sát vũ trang Nhân dân Trung Quốc                             | Tham mưu trưởng Quân khu Bắc Kinh                                                          | 12/2014-10/2017   | |                   |                                               |
| 86  | Vương Quân         |                                                                                          | Thứ trưởng Bộ Tài chính                                                                    |                   | Tổng cục trưởng Tổng cục Thuế vụ Quốc gia                                                                                              | 3/2013-10/2017    |                                               |
| 87  | Vương Kiện         |                                                                                          | Phó Chính ủy Quân khu Tế Nam                                                               |                   | Phó Chính ủy Quân khu Bắc Kinh | 12/2012-4/2016    |                                               |
| 88  | Lữ Tích Văn        |                                                                                          | Trưởng ban Tổ chức Tỉnh ủy Bắc Kinh                                                        |                   | Phó Bí thư thường trực Thành ủy Bắc Kinh                                                                                               | 4/2013-11/2015    | nữ Khai trừ khỏi Đảng                         |
| 89  | Nguyễn Thành Phát  |                                                                                          | Bí thư Thành ủy Vũ Hán                                                                     |                   | Tỉnh trưởng Chính phủ Nhân dân tỉnh Vân Nam                                                                                            | 12/2016-10/2017   |                                               |
| 90  | Lý Hi              |                                                                                          | Trưởng ban Tổ chức Thành ủy Thượng Hải                                                     |                   | Phó Bí thư Thành ủy Thượng Hải | 4/2013-4/2014     |                                               |
| 90  | Lý Hi              | Tỉnh trưởng Chính phủ Nhân dân Liêu Ninh                                                 | Trưởng ban Tổ chức Thành ủy Thượng Hải                                                     | 5/2014-5/2015     | |                   |                                               |
| 90  | Lý Hi              | Bí thư Tỉnh ủy Liên Ninh                                                                 | Trưởng ban Tổ chức Thành ủy Thượng Hải                                                     | 2/2015-10/2017    | |                   |                                               |
| 91  | Lý Quần            |                                                                                          | Bí thư Thành ủy Thanh Đảo                                                                  |                   | Phó Tỉnh trưởng Chính phủ Nhân dân tỉnh Sơn Đông                                                                                       | 4/2017-10/2017    |                                               |
| 92  | Lý Vân Phong       |                                                                                          | Phó Tỉnh trưởng Chính phủ Nhân dân tỉnh Giang Tô                                           |                   | Phó Tỉnh trưởng Chính phủ Nhân dân tỉnh Giang Tô                                                                                       | 11/2012-4/2016    | Khai trừ khỏi Đảng                            |
| 93  | Lý Quốc Anh        |                                                                                          | Bộ trưởng Bộ Thủy lợi                                                                      |                   | Phó Bí thư Tỉnh ủy An Huy | 8/2015-9/2016     |                                               |
| 93  | Lý Quốc Anh        | Tỉnh trưởng Chính phủ Nhân dân An Huy                                                    | Bộ trưởng Bộ Thủy lợi                                                                      | 9/2016-10/2017    | |                   |                                               |
| 94  | Ngô Mạn Thanh      |                                                                                          | Viện sĩ Khoa Thông tin và Kỹ thuật Điện tử, Học viện Kỹ thuật Trung Quốc                   |                   | Viện sĩ Khoa Thông tin và Kỹ thuật Điện tử, Học viện Kỹ thuật Trung Quốc                                                               | 11/2012-10/2017   |                                               |
| 95  | Trầm Tố Lợi        |                                                                                          | Trưởng ban Ban Công tác Mặt trận thống nhất Tỉnh ủy An Huy                                 |                   | Phó Bí thư Đảng ủy Nhân Đại tỉnh An Huy<>Phó Chủ nhiệm Ủy ban Thường vụ Nhân Đại tỉnh An Huy                                           | 11/2016-10/2017   | nữ                                            |
| 96  | Phạm Trường Bí     |                                                                                          | Chủ nhiệm Bộ Chính trị Quân khu Lan Châu                                                   |                   | Phó Chính ủy Quân khu Lan Châu | 7/2014-12/2014    | Khai trừ khỏi Đảng                            |
| 97  | Âu Dương kiên      |                                                                                          | Phó bí thư Tỉnh ủy Cam Túc                                                                 |                   | Phó Chủ tịch Chính Hiệp tỉnh Cam Túc                                                                                                   | 1/2017-10/2017    | người Bạch                                    |
| 98  | Triệu Ngọc Phái    |                                                                                          | Viện sĩ Viện Hàn lâm Khoa học Trung Quốc                                                   |                   | Phó Chủ nhiệm Ủy ban Bảo vệ Sức khỏe Trung ương Đảng                                                                                   | 5/2013-10/2017    |                                               |
| 99  | Hoàng Lị Tân       |                                                                                          | Bí thư Thành ủy Vô Tích                                                                    |                   | Bí thư Thành ủy Nam Kinh | 1/2015-10/2016    |                                               |
| 99  | Hoàng Lị Tân       | Phó tỉnh trưởng Chính phủ Nhân dân tỉnh Giang Tô                                         | Bí thư Thành ủy Vô Tích                                                                    | 10/2016-10/2017   | nữ |                   |                                               |
| 100 | Cung Khắc          |                                                                                          |                                                                                            |                   | |                   |                                               |
| 101 | Lương Lê Minh      |                                                                                          |                                                                                            |                   | |                   | nữ                                            |
| 102 | Đao Lâm Ấm         |                                                                                          |                                                                                            |                   | |                   | người Thái                                    |
| 103 | Mã Vĩ Minh         |                                                                                          |                                                                                            |                   | |                   |                                               |
| 104 | Vương Mẫn          |                                                                                          |                                                                                            |                   | |                   |                                               |
| 105 | Vương Văn Đào      |                                                                                          |                                                                                            |                   | |                   |                                               |
| 106 | Ngưu Hồng Quang    |                                                                                          |                                                                                            |                   | |                   |                                               |
| 107 | Mao Siêu Phong     |                                                                                          |                                                                                            |                   | |                   |                                               |
| 108 | Gongpo Tashi       |                                                                                          |                                                                                            |                   | |                   | Người Tạng                                    |
| 109 | Chu Thiện Lộ       |                                                                                          |                                                                                            |                   | |                   |                                               |
| 110 | Nhậm Hồng Bân      |                                                                                          |                                                                                            |                   | |                   |                                               |
| 111 | Thang Đào          |                                                                                          |                                                                                            |                   | |                   |                                               |
| 112 | Lý Kim Thành       |                                                                                          |                                                                                            |                   | |                   |                                               |
| 113 | Lý Hiến Sinh       |                                                                                          |                                                                                            |                   | |                   |                                               |
| 114 | Lý Bồi Lâm         |                                                                                          |                                                                                            |                   | |                   |                                               |
| 115 | Ngô Chánh Long     |                                                                                          | Bí thư Khu ủy Vạn Châu                                                                     |                   | Tổng Thư ký Thành ủy Trùng Khánh | 5/2013-8/2014     |                                               |
| 115 | Ngô Chánh Long     | Bí thư Thành ủy Thái Nguyên                                                              | Bí thư Khu ủy Vạn Châu                                                                     | 9/2014-10/2016    | |                   |                                               |
| 115 | Ngô Chánh Long     | Bí thư Thành ủy Nam Kinh                                                                 | Bí thư Khu ủy Vạn Châu                                                                     | 10/2016-5/2017    | |                   |                                               |
| 115 | Ngô Chánh Long     | Tỉnh trưởng Chính phủ Nhân dân Giang Tô                                                  | Bí thư Khu ủy Vạn Châu                                                                     | 5/2017-10/2017    | |                   |                                               |
| 116 | Trương Hiểu Minh   |                                                                                          | Chủ nhiệm Ban Liên lạc Hồng Kông Trung Quốc                                                |                   | Chủ nhiệm Văn phòng sự vụ Hongkong Macao Quốc vụ viện                                                                                  | 9/2017-10/2017    |                                               |
| 117 | Trương Hỉ Vũ       |                                                                                          |                                                                                            |                   | |                   | Bãi miễn chức vụ trong Đảng                   |
| 118 | Trương Thụy Mẫn    |                                                                                          |                                                                                            |                   | |                   |                                               |
| 119 | Trương Thụy Thanh  |                                                                                          |                                                                                            |                   | |                   |                                               |
| 120 | Thượng Dũng        |                                                                                          |                                                                                            |                   | |                   |                                               |
| 121 | Hồ Hòa Bình        |                                                                                          |                                                                                            |                   | |                   |                                               |
| 122 | Nghê Nhạc Phong    |                                                                                          |                                                                                            |                   | |                   |                                               |
| 123 | Ân Phương Long     |                                                                                          |                                                                                            |                   | |                   |                                               |
| 124 | Tào Quảng Tinh     |                                                                                          |                                                                                            |                   | |                   |                                               |
| 125 | Lôi Xuân Mĩ        |                                                                                          |                                                                                            |                   | |                   | nữ Người Xa                                   |
| 126 | Vương Vĩnh Xuân    |                                                                                          |                                                                                            |                   | |                   | Khai trừ khỏi Đảng                            |
| 127 | Hứa Lâm Bình       |                                                                                          |                                                                                            |                   | |                   |                                               |
| 128 | Tôn Kim Long       |                                                                                          | Phó Bí thư Tỉnh ủy An Huy                                                                  |                   | Phó Bí thư Khu ủy Khu tự trị Duy Ngô Nhĩ Tân Cương Bí thư Ủy ban Binh đoàn Xây dựng Sản xuất Tân Cương                                 | 2/2016-10/2017    |                                               |
| 128 | Tôn Kim Long       | Phó Bí thư Tỉnh ủy Hồ Nam                                                                | Phó Bí thư Tỉnh ủy An Huy                                                                  | 4/2013-2/2016     | |                   |                                               |
| 129 | Kim Đông Hàn       |                                                                                          |                                                                                            |                   | |                   |                                               |
| 130 | Hạ Phúc Sơ         |                                                                                          |                                                                                            |                   | |                   |                                               |
| 131 | Hạ Đức Nhân        |                                                                                          |                                                                                            |                   | |                   |                                               |
| 132 | Ngạc Cánh Bình     |                                                                                          |                                                                                            |                   | |                   |                                               |
| 133 | Tưởng Siêu Lương   |                                                                                          |                                                                                            |                   | |                   |                                               |
| 134 | Mã Chánh Kì        |                                                                                          |                                                                                            |                   | |                   |                                               |
| 135 | Thạch Thái Phong   |                                                                                          | Phó Bí thư Tỉnh ủy Giang Tô                                                                |                   | Bí thư Thành ủy Tô Châu | 6/2014-1/2016     |                                               |
| 135 | Thạch Thái Phong   | Tỉnh trưởng Chính phủ Nhân dân tỉnh Giang Tô                                             | Phó Bí thư Tỉnh ủy Giang Tô                                                                | 1/2016-4/2017     | |                   |                                               |
| 135 | Thạch Thái Phong   | Bí thư Khu ủy Khu tự trị Hồi Ninh Hạ                                                     | Phó Bí thư Tỉnh ủy Giang Tô                                                                | 4/2017-10/2017    | |                   |                                               |
| 136 | Lý Ngọc Muội       |                                                                                          |                                                                                            |                   | |                   | nữ                                            |
| 137 | Dương Huy          |                                                                                          |                                                                                            |                   | |                   |                                               |
| 138 | Ngô Trường Hải     |                                                                                          |                                                                                            |                   | |                   |                                               |
| 139 | Tống Lệ Bình       |                                                                                          |                                                                                            |                   | |                   | nữ                                            |
| 140 | Trương Nghiệp Toại |                                                                                          |                                                                                            |                   | |                   |                                               |
| 141 | Trần Nhuận Nhân    |                                                                                          |                                                                                            |                   | |                   |                                               |
| 142 | Khương Kiến Thanh  |                                                                                          |                                                                                            |                   | |                   |                                               |
| 143 | Mai Khắc Bảo       |                                                                                          |                                                                                            |                   | |                   |                                               |
| 144 | Phan Dật Dương     |                                                                                          |                                                                                            |                   | |                   | Khai trừ khỏi Đảng                            |
| 145 | Đinh Tiết Tường    |                                                                                          | Bí thư Ủy ban Chính Pháp Thành ủy Thượng Hải                                               |                   | Phó Chủ nhiệm Văn phòng Trung ương Đảng Chủ nhiệm Văn phòng Tổng Bí thư Trung ương Đảng                                                | 5/2013-10/2017    |                                               |
| 146 | Ô Lan              |                                                                                          |                                                                                            |                   | |                   | nữ người Mông Cổ                              |
| 147 | Tôn Thủ Cương      |                                                                                          |                                                                                            |                   | |                   |                                               |
| 148 | Lý Giai            |                                                                                          |                                                                                            |                   | |                   |                                               |
| 149 | Triệu Dũng         |                                                                                          |                                                                                            |                   | |                   |                                               |
| 150 | Từ Nhạc Giang      |                                                                                          |                                                                                            |                   | |                   |                                               |
| 151 | Tào Thanh          |                                                                                          |                                                                                            |                   | |                   |                                               |
| 152 | Thái Chấn Hoa      |                                                                                          |                                                                                            |                   | |                   |                                               |
| 153 | Vạn Khánh Lương    |                                                                                          |                                                                                            |                   | |                   | Khai trừ khỏi Đảng                            |
| 154 | Duẫn Lực           |                                                                                          | Cục trưởng Cục Quản lý Giám sát Dược phẩm Thực phẩm Quốc gia                               |                   | Phó Tổng cục trưởng Tổng cục Quản lý Giám sát Dược phẩm Thực phẩm Quốc gia Phó Chủ nhiệm Ủy ban Kế hoạch hóa gia đình và Y tế Quốc gia | 4/2013-3/2015     |                                               |
| 154 | Duẫn Lực           | Phó bí thư Tỉnh ủy kiêm Trưởng ban Ban Tuyên truyền Tỉnh ủy Tứ Xuyên                     | Cục trưởng Cục Quản lý Giám sát Dược phẩm Thực phẩm Quốc gia                               | 3/2015-1/2016     | |                   |                                               |
| 154 | Duẫn Lực           | Tỉnh trưởng Chính phủ Nhân dân Tứ Xuyên                                                  | Cục trưởng Cục Quản lý Giám sát Dược phẩm Thực phẩm Quốc gia                               | 1/2016-10/2017    | |                   |                                               |
| 155 | Đỗ Gia Hào         |                                                                                          | Bí thư Ủy ban Chính Pháp Tỉnh ủy Hắc Long Giang                                            |                   | Bí thư Tỉnh ủy Hồ Nam | 9/2016-10/2017    |                                               |
| 155 | Đỗ Gia Hào         | Chủ tịch Chính phủ Nhân dân tỉnh Hồ Nam                                                  | Bí thư Ủy ban Chính Pháp Tỉnh ủy Hắc Long Giang                                            | 5/2013-9/2016     | |                   |                                               |
| 156 | Lý Xuân Thành      |                                                                                          |                                                                                            |                   | |                   | Khai trừ khỏi Đảng                            |
| 157 | Hà Lập Phong       |                                                                                          | Chủ tịch Chính Hiệp Thiên Tân                                                              |                   | Phó chủ nhiệm Ủy ban Cải cách và Phát triển Quốc gia Trung Quốc                                                                        | 6/2014-2/2017     |                                               |
| 158 | Trần Cương         |                                                                                          |                                                                                            |                   | |                   |                                               |
| 159 | Vương Vinh         |                                                                                          |                                                                                            |                   | |                   |                                               |
| 160 | Cát Lâm            |                                                                                          |                                                                                            |                   | |                   |                                               |
| 161 | Lưu Kiếm           |                                                                                          |                                                                                            |                   | |                   |                                               |
| 162 | Lý Băng            |                                                                                          |                                                                                            |                   | |                   |                                               |
| 163 | Trương Hiên        |                                                                                          |                                                                                            |                   | |                   | nữ                                            |
| 164 | Hồ Hiểu Luyện      |                                                                                          |                                                                                            |                   | |                   | nữ                                            |
| 165 | Quách Minh Nghĩa   |                                                                                          |                                                                                            |                   | |                   |                                               |
| 166 | Vương Hiểu Sơ      |                                                                                          |                                                                                            |                   | |                   |                                               |
| 167 | Giang Tiểu Quyên   |                                                                                          |                                                                                            |                   | |                   | nữ                                            |
| 168 | Vương Hồng Chương  |                                                                                          |                                                                                            |                   | |                   |                                               |
| 169 | Hồ Hoài Bang       |                                                                                          |                                                                                            |                   | |                   |                                               |
| 170 | Ất Hiểu Quang      |                                                                                          | Tổng Tư lệnh Không quân Quân khu Nam Kinh                                                  |                   | Phó tham mưu trưởng Bộ Tham mưu Liên hiệp Quân ủy Trung ương                                                                           | 1/2016-8/2017     |                                               |
| 170 | Ất Hiểu Quang      | 8/2017-10/2017                                                                           | Tổng Tư lệnh Không quân Quân khu Nam Kinh                                                  |                   | |                   |                                               |
| 171 | Cừu Hòa            |                                                                                          |                                                                                            |                   | |                   | Khai trừ khỏi Đảng                            |